# Liste der Obstarten
Diese Liste der Obstarten soll einen Überblick über die Arten der Nutzpflanzen geben, die essbares Obst geben.
- Hier in der Liste der Obstarten erfolgt eine Aufstellung aus gärtnerischer Sicht und mit den Handelsbezeichnungen.
- Im Artikel Liste der Nutzpflanzen wird die in der Botanik geläufige Einteilung von Obst (Samenobst, Fruchtobst, …) in Anlehnung an W. Franke: Nutzpflanzenkunde (Literatur siehe dort) verwendet
- Der Artikel Obstnutzung gibt die Einteilung nach der Verwendung (Tafelobst, Kochobst, …) wieder.
- Die Kategorie:Obst bietet eine alphabetische Sortierung innerhalb der Obstgruppen.

Sorten, also züchterische Varietäten der Arten, finden sich in den jeweiligen Artikeln zur Art.

## Kernobst
- Holzapfel (Malus sylvestris (L.) MILL.)
- Apfel (Malus domestica (L.) BORKH.)
- Apfelbeere Aroniabeeren oder Schwarze Eberesche (Aronia arbutifolia L.)
- Birnen (Pyrus)
  - Europäische Birne (Pyrus communis L.)
  - Bollweiler Birne auch Hagebuttenbirne, Shipova (× Sorbopyrus irregularis (MÜNCHH.) C.A.WIMM.)
    - Tatarka (× Sorbopyrus irregularis var. bulbiformis)

  - Himalaya-Birne (Pyrus pashia BUCH.-HAM. EX D.DON)
  - Nashi-Birne oder Japanische Birne (Pyrus pyrifolia NAKAI)
- Chinesische Zierquitte (Chaenomeles sinensis (DUM.COURS.) KOEHNE, Syn.: Pseudocydonia sinensis (DUM.COURS.) C.K.SCHNEID.)
- Elsbeere (Sorbus torminalis (L.) CRANTZ.)
- Malus (Malus spp. MILL.)
  - viele andere
- Mispel (Mespilus germanica L.)
- Quitte (Cydonia oblonga MILL.)
- Japanische Zierquitte (Chaenomeles japonica (THUNB.) LINDL.EX SPACH)
- Speierling (Sorbus domestica)
- Vogelbeere (Sorbus aucuparia L.), (Sorbus americana MARSHALL)
- Weißdorne (Crataegus spp. L.)

## Steinobst

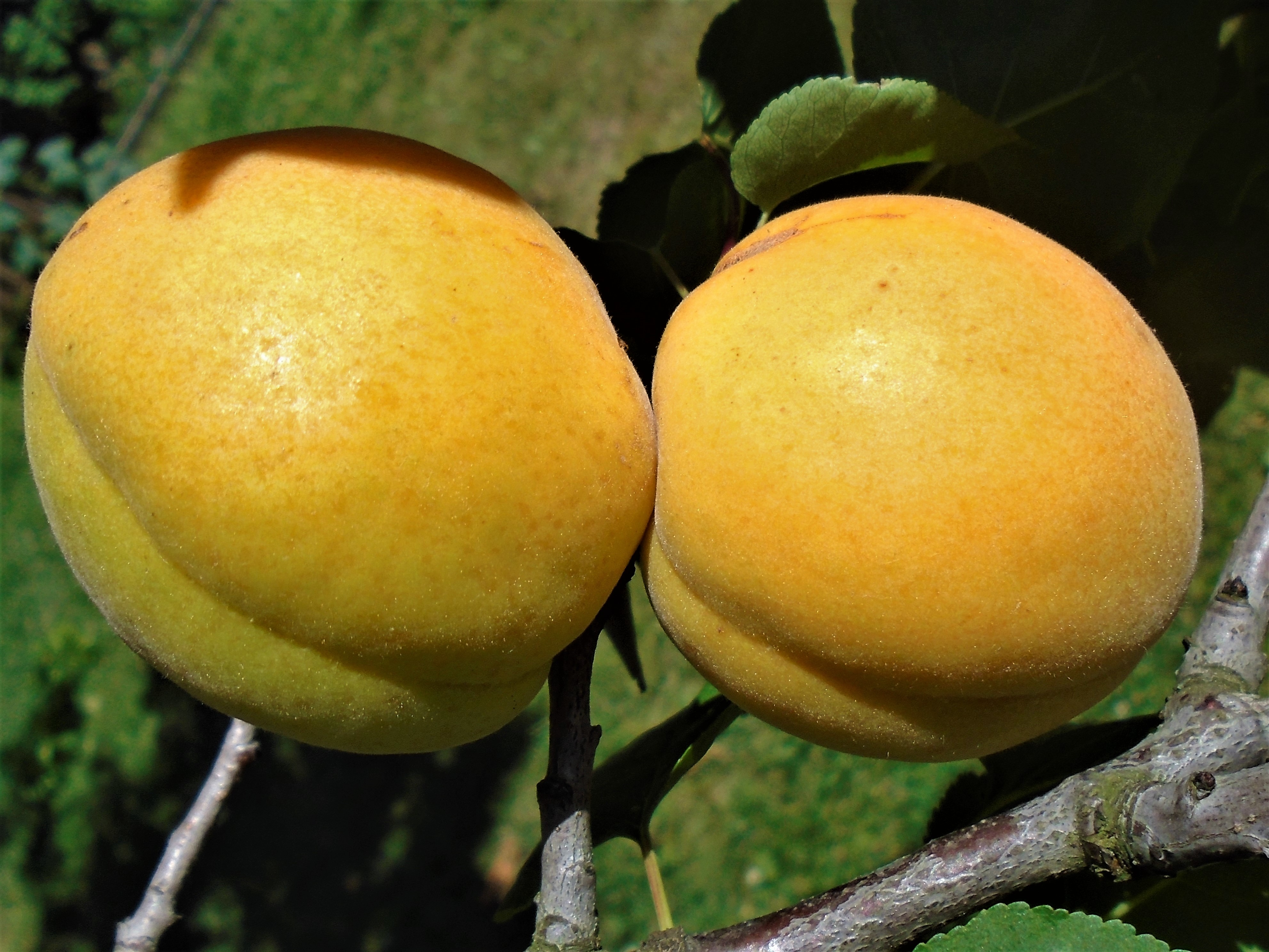
Aprikosen

- Aprikose oder Marille (Prunus armeniaca L.)
- Briançon-Aprikose (Prunus brigantina VILL.)
- Chinesische Pflaume, Japanische Pflaume (Prunus salicina LINDL.)
- Echte Bärentraube (Arctostaphylos uva-ursi (L.) SPRENG.)
- Felsenkirsche (Prunus mahaleb L.)
- Gewöhnliche Traubenkirsche (Prunus padus L.), Spätblühende Traubenkirsche (Prunus serotina ERHARD)
- Himalaya-Kirsche (Prunus cerasoides D.DON)
- Japanische Aprikose Ume (Prunus mume (SIEBOLD) SIEBOLD & ZUCC.)
- Kirschpflaume (Prunus cerasifera EHRH.)
- Korea-Kirsche (Prunus tomentosa THUNB.)
- Kornelkirsche (Cornus mas L.), Kanadischer Hartriegel (Cornus canadensis L.)
- Olive (Olea europaea L.)
- Ölpalme (Elaeis guineensis JACQ.)
- Pflaumen
  - Kultur-Pflaume (Prunus domestica L.)
  - Mirabelle (Prunus domestica subsp. syriaca (BORKH.) JANCH. EX MANSF.)
  - Edel-Pflaume oder Ringlotte (Prunus domestica subsp. italica (BORKH.) GAMS IN HEGI), engl. „greengage“
  - Strand-Pflaume (Prunus maritima MARSHALL)
  - Zwetschge (Prunus domestica subsp. domestica L.)
  - Zibarte (Prunus domestica subsp. prisca BERTSCH EX H.L.WERNECK)
- Pappelpflaume, Yangmei (Myrica rubra (LOUR.) SIEBOLD & ZUCC.), engl. „bayberry“
- (Prunus napaulensis (SER.) STEUD.)
- Pfirsich (Prunus persica (L.) BATSCH)
  - Nektarine (Prunus persica var. nucipersica (L.) C.K.SCHNEID.)
- Pluerry (Prunus salicina × Prunus avium)
- Pluot
- Sand-Kirsche (Prunus pumila L.)
- Sauerkirschen
  - Echte Sauerkirsche oder Weichsel (Prunus cerasus L.)
  - Bastard-Kirsche
- Schlehbeere (Prunus spinosa L.)
- Schattenmorelle (Prunus cerasus subsp. acida (DUMORT.) ASCH. & GRAEBN.)
- Sumach: Essigbaum (Rhus typhina L.), Scharlach-Sumach (Rhus glabra L.) auch Rhus chinensis MILL.
- Süßkirschen (Prunus avium L.)
  - Herzkirsche (Prunus avium subsp. juliana (L.) JANCH.)
  - Knorpelkirsche (Prunus avium subsp. duracina (L.) JANCH.)
- Virginische Traubenkirsche (Prunus virginiana L.)

## Beerenobst
- Sammelsteinfrüchte

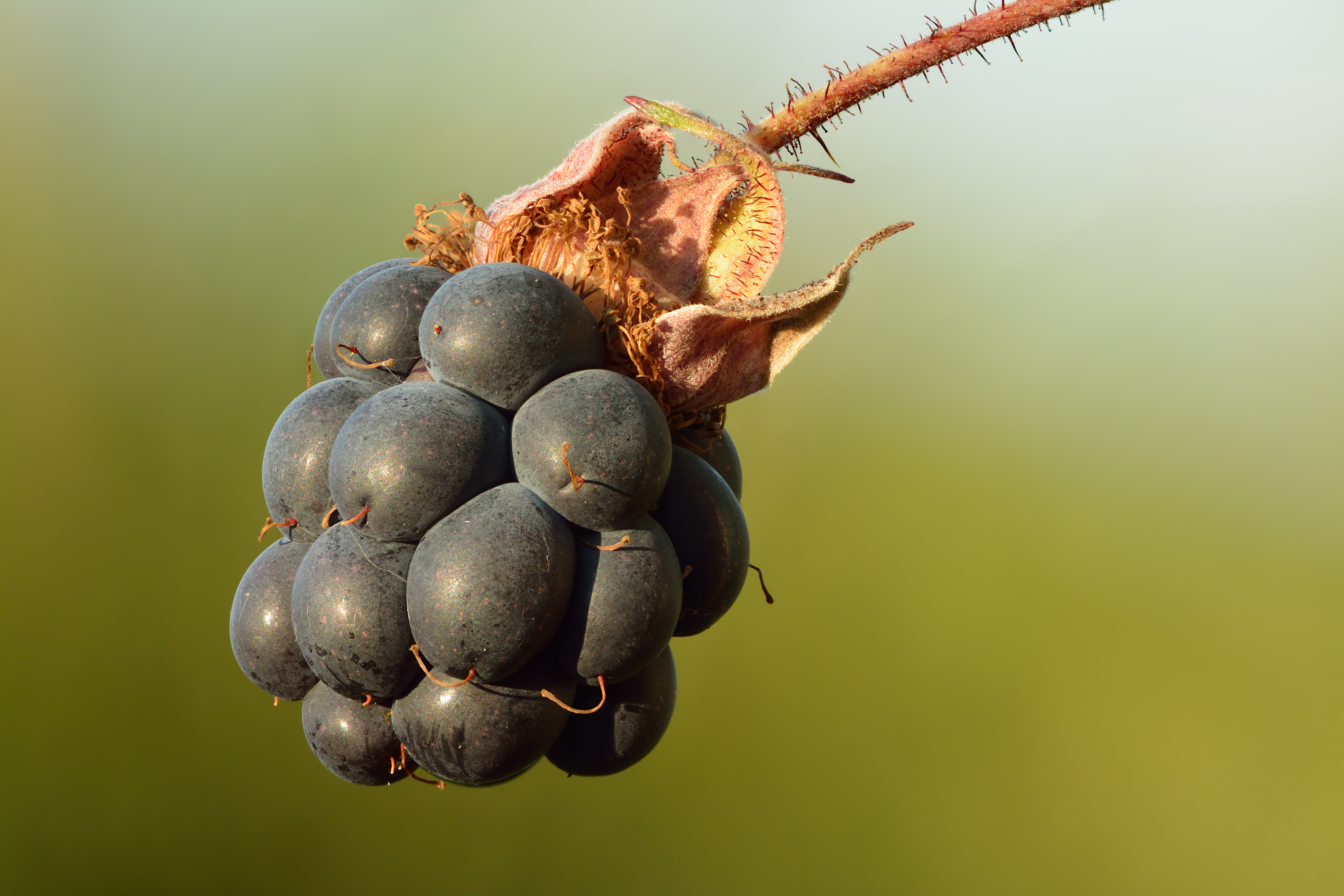
Kratzbeere

  - Allackerbeere oder Arktische Brombeere (Rubus arcticus L.)
  - Anden-Brombeere (Rubus glaucus BENTH.)
  - Armenische Brombeere (Rubus armeniacus FOCKE)
  - Atherton-Himbeere (Rubus probus L.H.BAILEY)
  - Brasilianische Himbeere (Rubus brasiliensis MART.)
  - Brombeere (Rubus sectio Rubus L.)
  - Wilde Brombeere, Mora Silvestre (Rubus roseus POIR.)
  - Mittelamerikanische Brombeere, Mora Comune (Rubus adenotrichus SCHLTDL.)
  - Große Kolumbianische Brombeere (Rubus nubigenus KUNTH)
  - Himbeere (Rubus idaeus L.)
  - Japanische Weinbeere (Rubus phoenicolasius MAXIM.)
  - Kalifornische Brombeere (Rubus ursinus CHAM. & SCHLDL.)
  - Kratzbeere (Rubus caesius L.), Amerikanische Kratzbeere (Rubus aboriginum RYDB.), engl. „dewberry“
  - Mauritius-Himbeere (Rubus rosifolius SM.)
  - Mittelmeer-Brombeere (Rubus ulmifolius SCHOTT)
  - Moltebeere (Rubus chamaemorus L.), engl. „cloudberry“
  - Molukkische Brombeere (Rubus moluccanus L.)
  - Nutka-Himbeere auch Weiße Zimt-Himbeere (Rubus nutkanus MOC. EX SER. Syn.: Rubus parviflorus), engl. „thimbleberry“
  - Oregon-Himbeere (Rubus leucodermis DOUGLAS EX TORR. & GRAY)
  - Pracht-Himbeere, Lachsbeere (Rubus spectabilis PURSH)
  - Steinbeere (Rubus saxatilis L.)
  - Zimt-Himbeere (Rubus odoratus L.)
  - Rubus-Hybriden
    - Boysenbeere (Rubus ursinus × idaeus)
    - Loganbeere (Rubus loganobaccus L.H.BAILEY)
    - Marionbeere (Rubus subsp. Rubus)
    - Taybeere (Rubus fruticosus × idaeus)

- Sammelnussfrüchte
  - Ananaserdbeere, engl. „pineberry“
  - Erdbeeren (Fragaria L.)
    - Gartenerdbeere (Fragaria × ananassa (DUCHESNE EX WESTON) DUCHESNE EX ROZIER)
    - Moschus-Erdbeere (Fragaria moschata L.)
    - Walderdbeere (Fragaria vesca L.)
    - Sembikiya Queen Erdbeere (Fragaria x Ananassa)

  - Wildrosen (Rosa spp L.)
    - Bibernell-Rose (Rosa spinosissima L.)
    - Hagebutte (Rosa canina L.)
    - Hunds-Rose (Rosa canina L.)
    - Kartoffel-Rose (Rosa rugosa THUNB.)

- Echte Beeren
  - Berberitze (Berberis vulgaris L.)
  - Buchsblättrige Berberitze (Berberis microphylla G.FORST.)
  - Gold-Johannisbeere (Ribes aureum PURSH)
  - Heidelbeere (Vaccinium myrtillus L.)
    - Anden-Heidelbeere (Vaccinium meridionale SW.)
    - Berg-Heidelbeere (Vaccinium membranaceum DOUGLA EX TORR.)
    - Preiselbeere (Vaccinium vitis-idaea L.)
    - Gewöhnliche Moosbeere (Vaccinium oxycoccos L.)
    - Großfrüchtige Moosbeere oder Kranbeere (Vaccinium macrocarpon AIT.)
    - Rauschbeere (Vaccinium uliginosum L.)
    - Rote Heidelbeeren (Vaccinium parvifolium SM.)

  - Jochelbeere oder Jostabeere (Ribes × nidigrolaria RUD.BAUER & A.BAUER)
  - Maibeere, Kamtschatka-Heidelbeere (Lonicera caerulea var. kamtschatica SEVAST.)
  - Oregon-Stachelbeere (Ribes divaricatum DOUGLAS)
  - Rote Johannisbeere (Ribisel) (Ribes rubrum L.)
    - Weiße Johannisbeere, botanisch eine Farbvariante der roten Johannisbeere

  - Stachelbeere (Ribes uva-crispa L.)
  - Schwarze Heidelbeere (Gaylussacia baccata (WANGENH.) K. KOCH)
  - Schwarze Johannisbeere (Ribes nigrum L.)
  - Schwarzer Nachtschatten (Solanum nigrum L.)
  - Schöne Leycesterie, Karamelbeere (Leycesteria formosa WALL.)
  - Weintraube (Vitis vinifera L.)
    - Ruby Roman Traube (Vitis labrusca 'Ruby Roman')

- Beerenähnliche Früchte
  - Büffelbeeren (Shepherdia spp. NUTT.)
  - Echte Mehlbeere (Sorbus aria L.)
  - Eibenbeeren (Taxus spp. L.)
  - Felsenbirne (Amelanchier ovalis MED.)
  - Scheinbeeren (Gaultheria L.)
    - (Gaultheria pumila (L.F.) D.J.MIDDLETON, Gaultheria mucronata (L.F.) HOOK. & ARN.)
    - Kriechende Schneebeere (Gaultheria hispidula) ((L.) MUHL. EX BIGELOW)
    - Niedere Scheinbeere, Wintergrünbeeren (Gaultheria procumbens L.)
    - Shallon-Scheinbeere (Gaultheria shallon PURSH)
    - Tasmanische Scheinbeere (Gaultheria hispida R.BR.)
    - (Gaultheria × wisleyensis Marchant. & D.J.Middleton)

  - Holunder (Sambucus nigra L.)
  - Mittelmeer-Feuerdorn (Pyracantha coccinea M.ROEMER)
  - Rote Maulbeere (Morus rubra L.)
  - Roter Holunder (Sambucus racemosa L.)
  - Schwarze Maulbeere (Morus nigra L.)
  - Weiße Maulbeere (Morus alba L.)
  - Sanddorn (Hippophae rhamnoides L.)
  - Schwarze Krähenbeere (Empetrum nigrum L.)
  - Wacholderbeeren (Juniperus communis L.)

## Schalenobst
- Affennuss (Hicksbeachia pinnatifolia F.MUELL.)
- (Alatococcus siqueirae ACEV.-RODR.)
- (Anacolosa frutescens (BLUME) BLUME)
- Aprikosenkern
- Araukariakerne (Araucaria spp. JUSS.) (Queensland-Araukarie (Araucaria bidwillii HOOK), Chilenische Araukarie (Araucaria araucana (MOLINA) K.KOCH), Brasilianische Araukarie (Araucaria angustifolia (BERTOL.) KUNTZE))
- (Archidendron pauciflorum (BENTH.) I.C.NIELSEN, Archidendron jiringa (JACK) I.C.NIELSEN, Archidendron quocense (PIERRE) I.C.NIELSEN, Archidendron bubalinum (JACK) I.C.NIELSEN)
- Austernnuss (Telfairia pedata (SM.) HOOK.)
- Australische Cashewnuss (Semecarpus australiensis ENGL.)
- Babassu (Attalea speciosa MART.)
- Baru-Mandel (Dipteryx alata VOGEL)
- Baynuss, Jamaikanische Haselnuss (Omphalea triandra L., Omphalea diandra L.) engl. „jamaican cobnut“
- Brotnuss (Artocarpus camansi BLANCHO)
- Brotnussbaum (Brosimum alicastrum SW.)
- Bucheckern (Fagus sylvatica L.)
- Echter Buchweizen (Fagopyrum esculentum MOENCH)
- Burrawang (Macrozamia communis L.A.S.JOHNSON)
- Buschmango, Dika, Ogbono (Irvingia spp. HOOK. F.) (Irvingia gabonensis (AUBRY-LECOMTE EX O'RORKE) BAILL.)
- Kanariumnüsse, Javanuss, Galipnuss, Nangainuss (Canarium spp. L.) (Canarium harveyi SEEM.), (Canarium indicum L.), (Canarium lammii LEENH.), (Canarium decumanum GAERTN.), (Canarium solomonense B.L.BURTT)
- Cashewnuss Kaschu (Anacardium occidentale L.)
- Chia (Salvia hispanica L.), (Salvia columbariae BENTH)
- Chilenische Haselnuss (Gevuina avellana MOLLINA)
- Chinesische Kastanie (Castanea mollissima Blume)
- Chrysolepis (Chrysolepis spp. HJELMQ.)
- Combretum (Combretum spp. LOEFL.)
- (Cupania americana L.)
- Dausia (Terminalia megalocarpa EXELL)
- (Dioclea edulis KUHLM.)
- (Diplodiscus paniculatus TURCZ.)
- Edelkastanie (Castanea sativa MILL.)
- Eichen, Eicheln (Quercus spp. L.)
- Eiernuss (Acioa longipendula (PILG.) SOTHERS & PRANCE, Syn.: Couepia longipendula PILG.)
- (Elaeocarpus spp. L.) (Elaeocarpus bancroftii F.MUELL., Elaeocarpus womersleyi WEIBEL)
- (Enhalus acoroides (L.F.) ROYLE)
- Erdnuss (Arachis hypogaea L.)
- (Euplassa hoehnei SLEUMER)
- (Erythrina edulis TRIANA)
- (Finschia spp. WARB.) (Finschia chloroxantha DIELS)
- Flügelnüsse (Pterocarya spp. KUNTH) (Pterocarya fraxinifolia (LAM.) SPACH), (Pterocarya rhoifolia SIEB. & ZUCC.), (Pterocarya stenoptera C.DC.)
- Gabounnuss (Coula edulis BAILL.)
- Galo (Anacolosa frutescens (BLUME) BLUME)
- Gelbe Walnuss (Beilschmiedia bancroftii (BAILEY) C.T.WHITE), (Beilschmiedia tawa (A.CUNN.) KIRK), (Beilschmiedia mannii (MEISN.) BENTH. & HOOK.F. ex B.D.JACKS.)
- Ginkgonuss (Ginkgo biloba L.)
- Glückskastanie (Pachira aquatica AUBL.)
- Große Nusseibe oder Chinesische Muskat-Eibe (Torreya grandis FORTUNE)
- Grugrunuss (Acrocomia aculeata (JACQ.) LODD.EX MART.)
- Haselnuss (Corylus spp. L.)
  - Baum-Hasel (Corylus colurna L.)
  - Amerikanische Hasel (Corylus americana WALTER)
  - Haselnuss (Corylus avellana L.)
  - Lambertshasel (Corylus maxima MILL.)
  - Mandschurische Hasel (Corylus sieboldiana var. mandshurica (MAXIM.) C.K.SCHNEID.)
  - Mongolische Haselnuss (Corylus heterophylla FISCH. EX TRAUTV.)
- Hanfnuss (Cannabis sativa L.)
- Honigpalme, Coquito (Jubaea chilensis (MOLINA) BAILL.)
- Indische Mandel (Terminalia catappa L.)
- Inka-Nuss (Plukenetia volubilis L.) engl. „sacha inchi“
- Jacknuss (Artocarpus heterophyllus LAM.)
- Kalifornischer Lorbeer (Umbellularia californica (HOOK. & ARN.) NUTT.) engl. „baynuts“
- Kastanienwein (Dicella nucifera CHODAT, Dicella bracteosa (A.Juss.) GRIESB.)
- Kariténuss, Sheanuss (Vitellaria paradoxa C.F.GAERTN.)
- Karuka (Pandanus julianettii MARTELLI), (Pandanus antaresensis H.ST.JOHN) und (Pandanus brosimos MERR. & L.M.PERRY)
- Keluak (Pangium edule REINW.)
- Kemirinuss (Aleurites moluccana (L.) WILLD.)
- Kolanuss (Cola nitida (VENT.) SCHOTT & ENDL.) und (Cola acuminata (P.BEAUV.) SCHOTT & ENDL.)
- Kokosnuss (Cocos nucifera L.)
- Kubili, Ebuli (Cubilia cubili (BLANCO) ADELB.)
- Kurrajong-Flaschenbaum (Brachychiton populneus (SCHOTT & ENDL.) R.BR.), (Brachychiton acerifolius (A.CUNN. EX G.DON) F.MUELL.), (Brachychiton discolor F.MUELL.)
- Kürbiskerne (Cucurbita L.)
- (Lodoicea maldivica (J.F.GMEL.) PERS.)
- (Lithocarpus spp. BLUME)
- Macadamianuss (Macadamia integrifolia MAIDEN & BETCHE), (Macadamia tetraphylla L.A.S.JOHNSON und Macadamia ternifolia F.MUELL.)
- Malakkanuss (Semecarpus anacardium L.F.)
- Mandel (Prunus dulcis (MILL.) D.A.WEBB.)
- Melinjo (Gnetum gnemon L.)
- Mongongo (Schinziophyton rautanenii (SCHINZ) RADCL.-SM.)
- Nigersamen (Guizotia abyssinica (L.F.) CASS.)
- Okarinuss (Terminalia impediens COODE), (Terminalia kaernbachii WARB.)
- Ostryopsisnuss (Ostryopsis davidiana DECNE.)
- (Owenia reticulata F.MUELL.)
- Owusanuss (Tetracarpidium conophorum (MÜLL.ARG.) HUTCH. & DALZIEL, Syn.: Plukenetia conophora MÜLL.ARG.)
- Palmnuss (Elaeis guineensis JACQ.)
- Pandanuss (Panda oleosa PIERRE)
- Paonüsse (Barringtonia spp. J.R.FORST. & G.FORST.) (Barringtonia novae-hiberniae LAUTERB.), (Barringtonia procera (MIERS) R.KNUTH), (Barringtonia edulis SEEM.)
- Paradiesnüsse (Lecythis spp. LOEFL.)
- (Parajubaea torallyi (MART.) BURRET)
- Paranuss (Bertholletia excelsa HUMB. & BONPL.)
- (Paraserianthes lophantha (WILLD.) I.C.NIELSON)
- (Parkia speciosa HASSK.)
- Pekannuss (Carya illinoinensis (WANGENH.) K.KOCH), (Carya ovata (MILL.) K.KOCH), Königsnuss (Carya laciniosa (MILL.) K.KOCH), (Carya pallida (ASHE) ENGLM. & GRAEBN.), (Carya alba (L.) NUTT. EX ELLIOTT), (Carya glabra var. odorata (MARSHALL) LITTLE)
- Pentaspadon motleyi HOOK.F.)
- Pilinuss (Canarium ovatum ENGL.)
- Pinienkerne (Pinus spp. L.) (Pinie (Pinus pinea L.), Zirbelkiefer (Pinus cembra L.), Mexikanische Nusskiefer (Pinus cembroides ZUCC.), Korea-Kiefer (Pinus koraiensis SIEBOLD ET ZUCC.), (Pinus gerardiana WALL. EX D.DON), (Pinus edulis ENGELM.), Einblättrige Kiefer (Pinus monophylla TORR. & FRÉM.) u. a.)
- Pistazie (Pistacia vera L.)
- Quinoa (Chenopodium quinoa WILLD.)
- (Ricinodendron heudelotii (BAILL.) HECKEL)
- Rosskastanien (Aesculus spp. L.)
- (Santalum spp. L.) (Santalum acuminatum (R.BR.) DC., Santalum spicatum (R.BR.) A.DC., Santalum ellipticum GAUDICH. u. a.)
- (Scaphium spp. SCHOTT & ENDL.) (aufgequollene Samenschale)
- Scheinbuchen (Nothofagus spp. Blume) (Rauli (Nothofagus alpina (POEPP. & ENDL.) OERST.), Hualo (Nothofagus glauca (PHIL.) KRASSER))
- Scheinkastanien (Castanopsis spp. (D.DON) SPACH) (Castanopsis acuminatissima (Blume) A.DC., Castanopsis indica (ROXB. ex LINDL.) A.DC.)
- (Schotia brachypetala SOND.)
- (Scorodocarpus borneensis (BAILL.) BECC.)
- Sesam (Sesamum indicum L.)
- Souarinuss (Caryocar nuciferum L.) u. a.
- Sonnenblumenkerne (Helianthus annuus L.)
- Surli (Mesua ferrea L.)
- Specksamen (Hodgsonia macrocarpa (BLUME) COGN., Hodgsonia heteroclita (ROXB.) HOOK.F. & THOMSON)
- Sterculia (Sterculia quadrifida R.BR.) engl. „peanut tree“, Badam (Sterculia foetida L.) engl. „java almond“, (Sterculia monosperma VENT.) „china chestnut“
- Tacaynuss (Caryodendron orinocense H.KARST.)
- Tapos (Elateriospermum tapos BLUME)
- Walnüsse (Juglans spp. L.)
  - Anden-Walnuss, Nogal (Juglans neotropica DIELS)
  - Buartnuss (Juglans × bixbyi REHDER)
  - Butternuss (Juglans cinerea L.)
  - Claro-Walnuss (Juglans hindsii JEPS. EX R.E.SM.)
  - Echte Walnuss (Juglans regia L.)
  - Japanische Walnuss (Juglans ailantifolia CARRIÈRE)
  - Juglans olanchana (Juglans olanchana STANDL. & L.O.WILLIAMS)
  - Schwarznussbaum (Juglans nigra L.)
- Wassernuss (Trapa natans L.)
- Weiße Kanarinuss (Canarium album (LOUR.) DC.)
- Yehebnuss (Cordeauxia edulis HEMSLEY)
- Zedernüsse (Pinus sibirica DU TOUR, Pinus koraiensis SIEBOLD & ZUCC., Pinus pumila (PALL.) REGEL)

## KlassischeSüdfrüchte
- Ananas (Ananas comosus (L.) MILL.)
- Avocado (Persea americana MILL.)
- Bananen (Musa L.)
- Rosa Zwergbanane, Kenia-Banane (Musa velutina H.WENDL. & DRUDE)
- rote Bananen (Musa acuminata COLLA)
- Hongkong-Kumquat (Fortunella hindsii SWINGLE)
- Kumquat (Fortunella SWINGLE)
- Pitahaya, Drachenfrucht; (Rote) (Hylocereus undatus (Haw.) BRITTON & ROSE), (Hylocereus monacanthus (LEM.) BRITTON & ROSE) und (Gelbe) (Selenicereus megalanthus (K.SCHUM. EX VAUPEL) MORAN)
- Zitrusfrüchte (Citrus spp. L.)
  - Amanatsu (Citrus × aurantium L.) (Syn.: Citrus natsudaidai (YU.TANAKA) HAYATA)
  - Bergamotte (Citrus × limon (L.) OSBECK) (Syn.: Citrus bergamia (RISSO) RISSO & POIT.)
  - Calamondinorange, Kalamansi (× Citrofortunella microcarpa (BUNGE) WIJNANDS)
  - Chinotto (Citrus × aurantium L.) (Syn.: Citrus × myrtifolia (KER GAWL.) RAF.)
  - Grapefruit (Citrus × aurantium L.) (Syn.: Citrus × paradisi MACFAD.)
  - Hyūganatsu (Citrus × aurantium L.) (Syn.: Citrus tamurana HORT. EX YU.TANAKA)
  - Kabosu (Citrus sphaerocarpa HORT. EX TANAKA)
  - Kalpi (Citrus × webberii WESTER)
  - Kinnow (Citrus × aurantium L., Syn.: Citrus × nobilis LOUR.) × (Citrus deliciosa TEN.)
  - Kiyomi (Citrus deliciosa TEN., Syn.: Citrus unshiu (YU.TANAKA EX SWINGLE) MARCOW.) × (Citrus × aurantium L., Syn.: Citrus × sinensis)
  - Limetten
    - die Echte Limette (Citrus × aurantiifolia (CHRISTM.) SWINGLE)
    - die Gewöhnliche Limette (Citrus × latifolia (YU.TANAKA) YU.TANAKA)
    - Limequats (Citrus × floridana (J.INGRAM & H.MOORE) MABB.)
    - Kaffir-Limette (Citrus hystrix DC.)
    - Süße Limette (Citrus × limon (L.) OSBECK) (Syn.: Citrus × limetta RISSO)
    - Australische-Limette (Citrus australis (MUDIE) PLANCH.) (Syn.: Microcitrus australis (MUDIE) SWINGLE)

  - Limonadenfrucht (Citrus × limon) × (Citrus × reticulata BLANCO)
  - Lipo, Kaiserzitrone (Citrus × limon) ×  (Citrus × aurantium L., Syn.: Citrus × paradisi)
  - Lumie (Citrus medica L.) (Syn.: Citrus lumia RISSO)
  - Mandarine oder Clementine (Citrus × aurantium L.) (Syn.: Citrus × reticulata BLANCO)
    - Dekopon

  - Mandarinquat ('Nagami' Kumquat × 'Dancy' Mandarine)
  - Mandora (Citrus × reticulata BLANCO) × (Orange)
  - Minneola
  - Orange oder Apfelsine (Citrus × aurantium L.) oder (Syn.: Citrus × sinensis (L.) OSBECK)
  - Oroblanco (Citrus grandis OSBECK) ×  (Citrus × aurantium L., Syn.: Citrus × paradisi)
  - Pampelmuse (Citrus maxima (BURM.) MERR.)
  - Pomelo (Citrus × aurantium L., Syn.: Citrus × paradisi) × (Citrus maxima (BURM.) MERR.)
  - Ponkan (Citrus × reticulata BLANCO) × (Citrus maxima (BURM.) MERR.)
  - Pomeranze oder Bitterorange (Citrus × aurantium L.)
  - Ponkan (Citrus deliciosa TEN.) (Syn.: Citrus poonensis HORT. EX YU.TANAKA)
  - Rangpur (Citrus × limon (L.) OSBECK) (Syn.: Citrus × limonia OSBECK)
  - Satsuma (Citrus deliciosa TEN.) (Syn.: Citrus unshiu (YU.TANAKA EX SWINGLE) MARCOW.)
  - Sudachi (Citrus medica L.)
  - Tangerine  (Citrus deliciosa TEN.) (Syn.: Citrus tangerina YU.TANAKA)
  - Ugli, Tangelo (Citrus × reticulata BLANCO) × (Citrus × aurantium L., Syn.: Citrus × paradisi)
  - Yuzu (Citrus × junos SIEBOLD EX YU.TANAKA)
  - Zitronatzitrone (Citrus medica L.)
  - Zitrone (Citrus × limon (L.) OSBECK)

## Weitere exotische Früchte

### A
- (Abobra tenuifolia (GILLIES) COGN.)
- (Abuta selloana EICHLER, Abuta grandifolia (MART.) SANDWITH)
- (Acanthocereus tetragonus (L.) Hummelinck) engl. „barbed-wire cactus“
- (Acanthosicyos naudinianus (SOND.) C.JEFFEREY)
- (Acanthostachys pitcairnioides (MEZ) RAUH & BARTHLOTT)
- (Acanthosyris paulo-alvinii G.M.BARROSO)
- (Aceratium oppositifolium DC.)
- Acerola (Malpighia glabra L., Malpighia emarginata DC.)
- (Acrotriche depressa R.BR.)
- (Acnistus arborescens (L.) SCHLTDL.)
- (Acokanthera schimperi (A.DC.) BENTH. & HOOK.F. EX SCHWEINF., Acokanthera oppositifolia (LAM.) CODD)
- (Acronychia acidula F.MUELL., Acronychia oblongifolia (A.CUNN. EX HOOK.) ENDL. EX HEYNH.)
- Actinidia (Actinidia spp. LINDL.)
  - Chinesischer Strahlengriffel (Actinidia chinensis PLANCH.)
  - Kiwi (Actinidia deliciosa (A.CHEV.) C.F.LIANG & A.R.FERGUSON)
  - Kolomikta-Strahlengriffel (Actinidia kolomikta (RUPR. & MAXIM.) MAXIM.) engl. „arctic beauty kiwi“
  - Scharfzähniger Strahlengriffel Japanische Stachelbeere, Kiwibeere, Baby Kiwi, Kiwai (Actinidia arguta (SIEB. & ZUCC.) PLANCH. EX MIQ.)
- (Aechmea magdalenae (ANDRÉ) ANDRÉ EX BAKER)
- Affenbrot (Adansonia L.)
- (Aframomum angustifolium (SONN.) K.SCHUM.)
- (Afrocanthium burttii (BULLOCK) LANTZ)
- (Afrocarpus falcatus (THUNB.) C.N.PAGE)
- Aglaia (Aglaia spp. LOUR.)
- (Agonandra brasiliensis Miers ex Benth. & Hook.F., Agonandra silvatica DUCKE)
- (Aidia racemosa (CAV.) TIRVENG.)
- (Aiphanes horrida (JACQ.) BURRET, Aiphanes eggersii BURRET)
- Akee, auch Aki oder Akipflaume (Blighia sapida K.D.KOENIG)
- (Allagoptera arenaria (GOMES) KUNTZE)
- Allanblackia (Allanblackia spp. OLIV.)
  - (Allanblackia floribunda OLIV.)
  - (Allanblackia parviflora A.CHEV.)
  - (Allanblackia stuhlmannii (ENGL.) ENGL.)
- (Allagoptera arenaria (GOMES) KUNTZE)
- Alibertia (Alibertia spp. A.RICH. EX DC.)
  - Borojo (Alibertia patinoi (CUATREC.) DELPRETE & C.H.PERSS., Syn.: Borojoa patinoi CUATREC.)
  - Marmelada, Purui (Alibertia edulis (RICH.) A.RICH. EX DC.)
- Almirajo (Patinoa almirajo CUATREC.)
- (Alpinia caerulea (R.BR.) BENTH.)
- (Amaioua guianensis AUBL.)
- Ambaiba (Cecropia polystachya TRÉCUL, Cecropia peltata L., Cecropia palmata WILLD.)
- (Ambelania acida AUBL.)
- Amerikanische Kermesbeere (Phytolacca americana L.)
- (Amoreuxia palmatifida DC.)
- (Ampelocissus arachnoidea (HASSK.) PLANCH., Ampelocissus africana (LOUR.) MERR., Ampelocissus martini PLANCH.)
- (Ampelopsis glandulosa (WALL.) MOMIY.)
- Anacardium (Anacardium spp. L.)
  - (Anacardium giganteum J.HANCOCK EX ENGL.)
  - (Anacardium humile A.ST.-HIL.)
- (Anacolosa frutescens (BLUME) BLUME)
- Ancylobothrys (Ancylobothrys spp. PIERRE)
  - (Ancylobothrys capensis (OLIV.) PICHON)
- (Andira legalis (VELL.) TOLEDO)
- Annona (Annona spp. L.)
  - (Annona glabra L.)
  - Araticum (Annona neosericea H.RAINER)
  - Araticum Cagao (Annona cacans WARM.)
  - Atemoya (Annona × atemoya MABB.) oder Annona cherimola x Annona squamosa
  - Berg Guanabana (Annona conica RUIZ & PAV. EX G.DON)
  - Canelo (Annona hayesii SAFF.)
  - Cawesh (Annona scleroderma SAFF.)
  - Cherimoya, Armadillo (Annona cherimola MILLER)
  - Ilama (Annona macroprophyllata DONN.SM.), (Annona diversifolia SAFF.)
  - Marolo (Annona crassiflora MART.)
  - Netzannone (Annona reticulata L.) engl. „custard apple“
  - Schleimapfel, Biribá (Annona mucosa JACQ.) engl. „lemon meringue fruit“
  - Senegal-Annone (Annona senegalensis PERS.)
  - Soncoya (Annona purpurea MOC. & SESSÉ EX DUNAL)
  - Stachelannone, Guanabana, Corossol, Soursop (Annona muricata L.)
  - Wilde Cherimoya (Annona hypoglauca MART.)
  - Zimtapfel (Annona squamosa L.) engl. „sugar apple“
- (Anomianthus dulcis (DUNAL) J.SINCLAIR)
- (Antiaris toxicaria LESCH.)
- Antidesma (Antidesma spp. L.)
  - (Antidesma acidum RETZ.)
  - (Antidesma montanum BLUME)
  - Salamanderbaum, Bignay (Antidesma bunius (L.) SPRENG.)
  - Tasslbeere (Antidesma venosum E.MEY. EX TUL.) engl. „tassleberry“
  - (Antidesma ghaesembilla GAERTN.)
- Antrocaryon (Antrocaryon spp. PIERRE)
  - (Antrocaryon amazonicum (DUCKE) B.L.BURTT & A.W.HILL)
- Apfelbeere (Billardiera scandens SM., Blaue Apfelbeere Billardiera longiflora LABILL., Billardiera cymosa F.MUELL., Billardiera mutabilis SALISB.)
- Ardisia (Ardisia spp. SW.)
  - (Ardisia elliptica THUNB., Ardisia solanacea ROXB., Ardisia lurida BLUME)
- Armadillo (Pradosia brevipes (PIERRE) T.D.PENN., Pradosia lactescens (VELL.) RADLK., Pradosia ptychandra (EYMA) T.D.PENN.)
- Artocarpus (Artocarpus spp. J.R.FORST. & G.FORST.)
  - Brotfrucht (Artocarpus altilis  (PARKINSON) FOSBERG), (Artocarpus lacucha BUCH.-HAM.), (Artocarpus camansi BLANCHO)
  - Cempedak (Artocarpus integer (THUNB.) MERR.)
  - Jackfrucht (Artocarpus heterophyllus LAM.)
  - Keledang (Artocarpus lanceifolius ROXB.)
  - Peluntan (Artocarpus sericicarpus F.M.JARRETT)
  - Pingan (Artocarpus sarawakensis F.M.JARRETT)
  - Kwai Muk (Artocarpus hypargyreus HANCE EX BENTH.)
  - Mendi, Wilder Brotfruchtbaum (Artocarpus elasticus REINW. EX BLUME)
  - Mentawak (Artocarpus anisophyllus MIQ.)
  - Morangbaum (Artocarpus odoratissimus BLANCO)
  - Tamaran (Artocarpus tamaran BECC.)
- Asiatischer Blüten-Hartriegel (Cornus kousa BÜRGER EX HANCE) engl. „kousa fruit“
- Astrocaryum (Astrocaryum spp. G.MEY.)
  - (Astrocaryum aculeatum G.MEY.)
  - Murumuru (Astrocaryum murumuru MART.)
  - Tucuma, Awara (Astrocaryum vulgare MART.)
- Attalea (Attalea spp. KUNTH)
  - Acuri (Attalea phalerata MART. EX SPRENG.)
  - Inaja-Palme (Attalea maripa (AUBL.) MART.)
  - Yagua-Palme (Attalea butyracea (MUTIS EX L.F.) WESS.BOER)
  - (Attalea dubia (MART.) BURRET), (Attalea crassispatha (MART.) BURRET), (Attalea cohune MART.) u. a.
- (Atuna excelsa (JACK) KOSTERM., Syn.: Atuna racemosa RAF.)
- Australische Brennnessel (Dendrocnide moroides (WEDD.) CHEW)
- Australische Fingerlimette, Kaviarlimette (Microcitrus australasica (F.MUELL.) SWINGLE)
- Australische Himbeere (Rubus parvifolius L.)
- Australische Wüstenlimette (Eremocitrus glauca (LINDL.) SWINGLE)
- Averrhoa (Averrhoa spp. L.)
  - Bilimbi (Averrhoa bilimbi L.)
  - Sternfrucht oder Karambole (Averrhoa carambola L.)
- (Averrhoidium gardnerianum BAILL.)

### B
- Bactris (Bactris spp. JACQ. EX SCOP.)
  - Jacum, Tucum (Bactris setosa MART.), (Bactris maraja Mart.), (Bactris ferruginea BURRET)
  - Pfirsichpalme (Bactris gasipaes KUNTH)
- Baccaurea (Baccaurea spp. LOUR.)
  - (Baccaurea pyriformis GAGE)
  - Belimbing Hutan (Baccaurea angulata MERR.)
  - Burmesische Traube, Rambai, Tupa (Baccaurea ramiflora LOUR.)
  - Jentik (Baccaurea polyneura HOOK.F.)
  - Kapundung, Menteng (Baccaurea racemosa (REINW. EX BLUME) MÜLL.ARG.)
  - Keliwetn (Baccaurea deflexa MÜLL.ARG.)
  - Mawoi (Baccaurea edulis MERR.)
  - Rambai (Baccaurea motleyana (MÜLL.ARG.) MÜLL.ARG.)
  - Tampoi (Baccaurea macrocarpa (MIQ.) MÜLL.ARG.)
- (Bagassa guianensis AUBL.)
- Bakuri, Bacuri (Platonia insignis MART.)
- Ballartkirsche (Exocarpos cupressiformis LABILL.)
- (Banara serrata (VELL.) WARB.)
- Bärentrauben (Arctostaphylos spp. ADANS.)
- Barubaum (Dipteryx alata VOGEL)
- Beilschmiedia (Beilschmiedia spp. NEES)
  - (Beilschmiedia ugandensis RENDLE), (Beilschmiedia louisii ROBYNS & R.WILCZEK), (Beilschmiedia anay (S.F.BLAKE) KOSTERM.), (Beilschmiedia roxburghiana NEES)
- Bengalische Quitte (Aegle marmelos (L.) CORRÊA), engl. „bel fruit“
- (Benstonea affinis (KURZ) CALLM. & BUERKI)
- (Berchemia discolor (KLOTZSCH) HEMSL., Berchemia zeyheri (SOND.) GRUBOV)
- Betelnusspalme (Areca catechu L.)
- (Billbergia alfonsi-joannis REITZ)
- Blaugurke (Decaisnea fargesii FRANCH)
- Bolekonuss (Ongokea gore (HUA) PIERRE)
- Bolwarra (Eupomatia laurina R.BR.)
- (Boscia albitrunca (BURCH.) GILG & GILG-BEN., Boscia senegalensis (PERS.) LAM. EX POIR.)
- Bouea (Bouea spp. MEISN.)
  - Gandaria, Maprang (Bouea macrophylla GRIFF.)
  - Burmesenpflaume (Bouea oppositifolia (ROXB.) MEISN.)
- (Bourreria succulenta JACQ.)
- (Brahea dulcis (KUNTH) MART., Brahea edulis H.WENDL. EX S.WATSON)
- Brasilianische Guave, auch Feijoa oder Ananasguave (Acca sellowiana (O.BERG) BURRET)
- (Brasiliopuntia brasiliensis (WILLD.) A.BERGER)
- (Bromelia karatas L., Bromelia pinguin L., Bromelia regnellii MEZ)
- Brosimum (Brosimum spp. SW.)
  - Amerikanischer Kuhbaum (Brosimum utile (KUNTH) OKEN)
  - Brotnussbaum (Brosimum alicastrum SW.)
  - Mama-Cadela (Brosimum gaudichaudii TRÉCUL)
- Buah Utu, Pangi (Parartocarpus venenosa (ZOLL. & MORITZI) BECC.)
- Buchanania (Buchanania spp. SPRENG.)
  - (Buchanania obovata ENGL.)
  - Charoli, Chironji (Buchanania lanzan SPRENG.)
  - Kleiner Stachelbeerbaum (Buchanania arborescens (BLUME) BLUME)
- (Buchenavia tomentosa EICHLER, Buchenavia hoehneana N.F.MATTOS)
- Bukabuk (Burckella spp. PIERRE)
  - (Burckella obovata (G.FORST.) PIERRE), (Burckella sorei P.ROYEN), (Burckella fijiensis (HEMSL.) A.C.SM. & S.P.DARWIN)
- Burdekinpflaume (Pleiogynium timoriense (A. DC.) LEENH.)
- Buriti-Palme, Aguaje, Buriti (Mauritia flexuosa L.F.)
- Buschbanane (Marsdenia australis (R.BR.) DRUCE)
- Butia (Butia spp. (Becc.) Becc.)
  - Gewöhnliche Geleepalme (Butia capitata (MART.) BECC.), (Butia eriospatha (MART. ex DRUDE) BECC.), (Butia yatay (MART.) BECC.), (Butia purpurascens GLASSMANN)

### C
- (Callicarpa americana L.)
- (Calligonum junceum (FISCH. & C.A.MEY.) LITV.)
- (Calycolpus legrandii MATTOS)
- (Calycophysum weberbaueri HARMS)
- (Calyptranthes aromatica A.ST.-HIL.)
- Camarinha (Gaylussacia brasiliensis (SPRENG.) MEISN.)
- (Champereia manillana (BLUME) MERR.)
- Campomanesia (Campomanesia spp. RUIZ & PAV.)
  - (Campomanesia lineatifolia RUIZ & PAV.)
  - Cambuci (Campomanesia phaea (O.BERG) LANDRUM)
  - Gabiroba (Campomanesia xanthocarpa (MART.) O.BERG)
  - Guabiroba (Campomanesia guaviroba (DC.) KIAERSK.)
  - Guabiroba rugosa (Campomanesia schlechtendaliana (O.BERG) NIED.)
  - Guavira (Campomanesia pubescens (MART. EX DC.) O.BERG)
- (Canthium inerme (L.F.) KUNTZE, Canthium spinosum (KLOTZSCH EX ECKL. & ZEYH.) KUNTZE, Canthium coromandelicum (BURM.F.) ALSTON, Canthium horridum BLUME)
- Capparis (Capparis spp. TOURN. EX L.)
  - Australische Wildorange (Capparis mitchellii LINDL.)
  - (Capparis decidua (FORSSK.) EDGEW.)
  - (Capparis pyrifolia LAM.)
- (Carallia brachiata (LOUR.) MERR.)
- Carbouril, Locust (Hymenaea courbaril L.)
- Carissa (Carissa spp. L.)
  - Karandapflaume (Carissa spinarum L., Syn.: Carissa edulis (FORSSK.) VAHL)
  - Karanda, Karonda (Carissa carandas L.)
  - Natalpflaume (Carissa macrocarpa (ECKL.) A.DC.)
  - Num Num (Carissa bispinosa (L.) DESF. EX BRENAN)
- (Carmona retusa (VAHL) MASAM., Syn.: Ehretia microphylla) Fukientee
- Carpobrotus (Carpobrotus spp. N.E.BR.)
  - Eckige Meerfeige (Carpobrotus glaucescens (HAW.) SCHWANTES) engl. „pigface“
  - Hottentottenfeige (Carpobrotus edulis (L.) N.E.BR., Carpobrotus acinaciformis (L.) L.BOLUS, Carpobrotus deliciosus (L.BOLUS) L.BOLUS)
  - Karkalla (Carpobrotus rossii (HAW.) SCHWANTES)
- (Carpolobia goetzei GÜRKE, Carpolobia alba G.DON)
- (Casasia clusiifolia (JACQ.) URB.)
- Casearia (Casearia spp. JACQ.)
  - (Casearia lasiophylla EICHLER)
  - (Casearia paranaensis SLEUMER)
  - Purupuca (Casearia rupestris EICHLER)
  - Röhrenholz (Casearia decandra JACQ.)
- Cassabanana (Sicana odorifera NAUDIN)
- (Castilla ulei WARB., Castilla elastica SESSÉ)
- (Cathedra acuminata (BENTH.) MIERS)
- (Catunaregam spinosa (THUNB.) TIRVENG.)
- Celtis (Celtis spp. L.)
  - Europäischer Zürgelbaum oder Südlicher Zürgelbaum (Celtis australis L.)
  - Iguana Zürgelbaum (Celtis iguanaea (JACQ.) SARG.)
  - Amerikanischer Zürgelbaum (Celtis occidentalis L.)
  - (Celtis reticulata TORR., Celtis ehrenbergiana (KLOTZSCH) LIEBM.)
- (Cephalotaxus harringtonia (KNIGHT EX FORB.) K.KOCH, Cephalotaxus hainanensis H.L.LI, Cephalotaxus alpina (H.L.LI) L.K.FU)
- (Ceratostema alatum (HOEROLD) SLEUMER)
- Cereus (Cereus spp. MILL.)
  - Apfelkaktus Cadushi (Cereus repandus (L.) MILL.)
  - Mandacaru (Cereus jamacaru DC.)
- Chañar (Geoffroea decorticans (GILLIES EX HOOK. & ARN.) BURKART)
- Chayote (Sechium edule (JACQ.) SW.)
- Chichituna (Polaskia chichipe (GOSSELIN) BACKEB.)
- Chinesisches Spaltkörbchen, Schisandra (Schisandra chinensis (TURCZ.) BAILL.)
- (Chionanthus virginicus L., Chionanthus trichotomus (VELL.) P.S.GREEN)
- (Cochlospermum tinctorium PERRIER EX A.RICH.)
- (Chomelia brasiliana A.RICH.)
- (Chondrodendron platiphyllum (A.St.-HIL.) MIERS)
- Chrysophyllum (Chrysophyllum spp. L.)
  - (Chrysophyllum albidum G.DON)
  - (Chrysophyllum argenteum JACQ.)
  - (Chrysophyllum viride MART. & EICHLER EX MIQ.)
  - Sternapfel (Chrysophyllum cainito L.) engl. „milk fruit“
  - (Chrysophyllum lacourtianum DE WILD., Syn.: Gambeya lacourtiana (DE WILD.) AUBRÉV. & PELLEGR.)
- (Cinnamodendron occhionianum F.BARROS & J.SALAZAR)
- (Cissus serroniana (GLAZ.) LOMBARDI, Cissus aralioides (WELW. EX BAKER) PLANCH.)
- (Citharexylum myrianthum CHAM.)
- (Citropsis gabunensis (ENGL.) SWINGLE & M.KELLERM.)
- Clausena (Clausena spp. BURM.F.)
  - (Clausena excavata BURM.F., Clausena anisata (WILLD.) HOOK.F. EX BENTH.)
  - Wampi (Clausena lansium (LOUR.) SKEELS)
- (Clavija nutans (VELL.) B.STÅHL)
- (Clitandra cymulosa BENTH.)
- (Coccinia sessilifolia (SOND.) COGN.)
- (Coccocypselum lanceolatum (RUIZ & PAV.) PERS., Coccocypselum condalia PERS.)
- Coccoloba (Coccoloba spp. P.BROWNE)
  - (Coccoloba diversifolia Jacq.)
  - Seetraube (Coccoloba uvifera (L.) L.)
  - Wild Grape (Coccoloba tuerckheimii DONN.SM.) engl. „sea grapes“
- Cockeyapfel (Planchonia careya (F.MUELL.) R.KNUTH)
- (Comandra pallida A.DC.)
- (Condalia buxifolia REISSEK, Condalia microphylla CAV.)
- (Conostegia xalapensis (BONPL.) D.DON EX DC., Conostegia oerstediana O.BERG EX TRIANA)
- (Coprosma billardieri HOOK.F., Coprosma brunnea (KIRK.) CHEESEM., Coprosma quadrifida (LABILL.) B.L.ROB.)
- (Corallocarpus bainesii (HOOK.F.) A.MEEUSE)
- Cordia, Kordien (Cordia spp. L.)
  - (Cordia africana LAM.)
  - (Cordia collococca L.)
  - (Cordia dentata POIR.)
  - (Cordia dodecandra DC.)
  - (Cordia silvestris FRESEN.)
  - Graublättrige-Kordie (Cordia sinensis LAM.)
  - Indische Kirsche (Cordia dichotoma G.FORST.)
  - Scharlach-Kordie (Cordia sebestena L.)
  - Schwarze Brustbeere (Cordia myxa L.)
- (Cordiera sessilis (VELL.) KUNTZE)
- (Cordyla pinnata (LEPR. EX A.RICH.) MILNE-REDH.)
- (Corema album (L.) D.DON.)
- (Corynocarpus cribbianus (F.M.BAILEY) L.S.SM., Corynocarpus laevigatus J.R.FORST. & G.FORST.)
- Couepia (Couepia spp. AUBL.)
  - (Couepia grandiflora (MART. & ZUCC.) BENTH. EX HOOK.F.)
  - (Couepia rufa DUCKE)
  - Marirana (Couepia subcordata BENTH. EX HOOK.F.)
  - Olosapo (Couepia polyandra (KUNTH) ROSE)
  - Pajura (Couepia bracteosa BENTH.)
- (Curitiba prismatica (D.LEGRAND) SALYWON & LANDRUM)
- (Couma guianensis AUBL., Couma utilis (MART.) MÜLL.ARG.)
- (Coussapoa asperifolia TRÉCUL, Coussapoa microcarpa (SCHOTT) RIZZINI)
- Crataegus (Crataegus spp. L.)
  - Mayhaw (Crataegus aestivalis (WALTER) TORR. & A.GRAY, Crataegus rufula SARG., Crataegus opaca HOOK. & ARN.)
  - Mexikanischer Weißdorn, Manzanilla (Crataegus gracilior J.B.PHIPPS), (Crataegus mexicana DC.)
- (Crateva tapia L.)
- (Crescentia alata KUNTH)
- (Cyphomandra hartwegii (MIERS.) SENDTN. EX WALP., Syn.: Solanum splendens (DUNAL) BOHS)

### D
- Dabai (Canarium odontophyllum MIQ.)
- (Dacryodes igaganga AUBRÉV. & PELLEGR., Dacryodes klaineana (PIERRE) H.J.LAM, Dacryodes peruviana (LOES.) H.J.LAM, Dacryodes belemensis CUATREC., Dacryodes rostrata (BLUME) H.J.LAM)
- Dattel (Phoenix dactylifera L.)
- Darwins Berberitze (Berberis darwinii HOOK.)
- Datura (Harrisia bonplandii (J.PARM. EX PFEIFF.) BRITTON & ROSE)
- Davidsonspflaume (Davidsonia spp. F.MUELL), (Davidsonia pruriens F.MUELL.), (Davidsonia jerseyana (F.M.BAILEY) G.J.HARDEN & J.B.WILLIAMS)
- (Debregeasia longifolia (BURM.F.) WEDD.)
- Detarium (Detarium spp. JUSS.)
  - Ditakh (Detarium senegalense J.F.GMEL.)
  - Tabacoumba (Detarium microcarpum GUILL. & PERR., Detarium macrocarpum HARMS) engl. „sweet detar“, „sweet dattock“
- Dialium (Dialium spp. L.)
  - Kalaharifrucht (Dialium schlechteri HARMS)
  - Samt Tamarinde, Tamarindenpflaume (Dialium spp. L.)
  - (Dialium indum L., Dialium ovoideum THWAITES, Dialium cochinchinense PIERRE, Dialium holtzii HARMS, Dialium orientale BAKER F., Dialium aubrevillei PELLEGR. und Dialium guineense WILLD. u. a.)
- (Diclidanthera laurifolia MART.)
- (Dictyophleba lucida (K.SCHUM.) PIERRE)
- Dillenia (Dillenia spp L.)
  - Indischer Rosenapfel (Dillenia indica L.)
  - (Dillenia pentagyna ROXB.)
  - (Dillenia philippinensis ROLFE)
  - (Dillenia reifferscheidia FERN.-VILL.)
  - (Dillenia scabrella (D.DON) ROXB. EX WALL.)
- (Dinophora spenneroides BENTH.)
- (Disterigma alaternoides (KUNTH) NIED.)
- (Dobera glabra (FORSSK.) JUSS. EX POIR.)
- (Docynia indica (WALL.) DECNE.)
- Dovyalis (Dovyalis spp. E.MEY. EX ARN.)
  - Keiapfel (Dovyalis caffra (HOOK.F. & HARV.) SIM)
  - Ketembilla (Dovyalis hebecarpa (GARDNER) WARB.)
  - Tropische Aprikose, Ketcot (Dovyalis abyssinica (A.RICH.) WARB.)
  - Wild Aprikose (Dovyalis zeyheri (SOND.) WARB.)
  - (Dovyalis abyssinica × hebecarpa)
  - (Dovyalis macrocalyx (OLIV.) WARB.)
- Dracontomelone, Chi Sau (Dracontomelon spp. ENGL.)
- Duftsiegel (Maianthemum racemosum (L.) LINK)
- Duguetia (Duguetia spp. A.ST.-HIL.)
  - Araticum (Duguetia furfuracea ( A.ST.-HIL.) SAFF.)
  - Pindaiba (Duguetia lanceolata A.ST.-HIL.)
  - Spixiana (Duguetia spixiana MART.)
  - Tortuga Gaspi (Duguetia peruviana (R.E.FR.) J.F.MACBR.)
  - Yara Yara (Duguetia lepidota (MIQ.) PULLE)
- (Duranta vestita CHAM.)
- Durianbäume (Durio spp. ADANS.)
  - Durian (Durio zibethinus MURR.)
  - (Durio dulcis BECC.)
  - Kerantongan (Durio oxleyanus GRIFF.)
  - Lai-Durian (Durio kutejensis (HASSK.) BECC.)

### E
- Ebenholzbäume (Diospyros spp. L.)
  - Amerikanische Persimone (Diospyros virginiana L.)
  - (Diospyros decandra LOUR.)
  - Jacuiba (Diospyros inconstans JACQ.)
  - Kaki (Diospyros kaki L.F.), Persimone (Diospyros virginiana L.) oder Sharon
  - Lotuspflaume (Diospyros lotus L.)
  - Mabolo (Diospyros blancoi A.DC.)
  - Schakalbeere (Diospyros mespiliformis HOCHST. EX A.DC.) engl. „jackal berry“
  - Schwarze Sapote ( Diospyros nigra (J.F.GMEL.) PERR.)
  - Tandam (Diospyros montana ROXB.)
  - Texas Persimmon (Diospyros texana SCHEELE)
- Echinocereus (Echinocereus spp. ENGELM.) engl. „strawberry cactus“
- Echinopsis (Echinopsis spp. ZUCC.)
- Elaeagnus (Elaeagnus spp. L.)
  - Reichblütige Ölweide, Goumi (Elaeagnus multiflora THUNB.)
  - Schmalblättrige Ölweide (Elaeagnus angustifolia L.)
  - Soh-Shang, Indische Olive (Elaeagnus latifolia L.,  Elaeagnus conferta ROXB., Elaeagnus triflora ROXB.)
- Elaeocarpus (Elaeocarpus spp. L.)
  - Blaue Steinfrucht, Rudraksha (Elaeocarpus angustifolius BLUME), engl. „blue quandong“
  - (Elaeocarpus calomala (BLANCO) MERR.)
  - (Elaeocarpus philippinensis WARB.)
  - Rudraksha (Elaeocarpus serratus L.)
- (Eleiodoxa conferta (GRIFF.) BURRET)
- (Embelia ribes BURM.F., Embelia philippinensis A.DC.)
- Emuapfel (Owenia acidula F.MUELL.)
- (Enchylaena tomentosa R.BR.)
- Engkala (Litsea garciae VIDAL)
- (Englerophytum magalismontanum (SOND.) T.D.PENN.)
- (Epiphyllum phyllanthus (L.) HAW.)
- Erdnussbutterfrucht (Bunchosia argentea (JACQ.) DC.), (Bunchosia armeniaca (CAV.) DC.), (Bunchosia glandulifera (JACQ.) KUNTH)
- Ehretia (Ehretia spp. P.BROWNE)
  - (Ehretia anacua (TERÁN & BERLAND.) I.M.JOHNST.)
- (Erythroxylum monogynum ROXB.)
- Essigbeeren, Gewöhnliche Berberitze (Berberis vulgaris L.)
- Estrellas (Tovomita longifolia (RICH.) HOCHR.)
- (Etlingera gracilis (VALETON) R.M.SM.)
- (Euclea crispa (THUNB.) GÜRKE, Euclea pseudebenus E.MEY. EX A.DC.)
- Eugenia (Eugenia spp. L.)
  - Amazonas-Guave, Arazá (Eugenia stipitata MCVAUGH)
  - Araça Piranga (Eugenia multicostata D.LEGRAND, Eugenia leitonii D.LEGRAND)
  - Brasilianische Birne (Eugenia klotzschiana O.BERG)
  - Cagaita (Eugenia dysenterica DC.)
  - Grumichama (Eugenia brasiliensis LAM.)
  - Perinha (Eugenia lutescens CAMBESS.)
  - Pitangatuba (Eugenia selloi B.D.JACKS.)
  - Regenwaldpflaume (Eugenia candolleana DC.)
  - Rio-Grande Kirsche (Eugenia involucrata DC.)
  - Ubaia (Eugenia patrisii VAHL), engl. „turtle berry“
  - Südamerikanische Apfelkirsche, Sundrop (Eugenia victoriana CUATREC.)
  - Surinamkirsche oder Pitanga (Eugenia uniflora L.)
  - Uvalheira (Eugenia luschnathiana (O.BERG) KLOTZSCH EX B.D.JACKS.)
  - Uvalha (Eugenia pyriformis CAMBESS.)
  - Zwerg Grumichama (Eugenia itaguahiensis NIED.)
- (Eulychnia acida PHIL.)
- Euterpe (Euterpe spp. MART.)
  - Açaí-Beere, Kohlpalmenfrüchte (Euterpe oleracea MART.), (Euterpe precatoria MART.)
  - Jucara (Euterpe edulis MART.)
- (Exostyles venusta SCHOTT)

### F
- Fackel-Ingwer (Etlingera elatior (JACK) R.M.SM.)
- Fadogia (Fadogia spp. SCHWEINF.)
- Falscher Mastix (Sideroxylon foetidissimum JACQ.)
- Falscher Pfeffer (Embelia ribes BURM f.)
- Färbermaulbeerbaum (Maclura tinctoria (L.) D.DON EX STEUD.)
- Felsenbirne (Amelanchier spp. MEDIK.)
  - Erlenblättrige Felsenbirne, Saskatoon (Amelanchier alnifolia (NUTT.) NUTT.EX M.ROEM.) engl. „juneberry“
  - Gewöhnliche Felsenbirne (Amelanchier ovalis MEDIK.) engl. „snowy mespilus“
  - Kanadische-Felsenbirne (Amelanchier canadensis (L.) MEDIK.) engl. „serviceberry“
  - Kupfer-Felsenbirne (Amelanchier lamarckii F.G.SCHROED.) engl. „northern juneberry“
- Ferocactus (Ferocactus spp. BRITTON & ROSE)
  - (Ferocactus hamatacanthus (MUEHLENPF.) BRITTON & ROSE) engl. „mexican fruit cactus“
- (Feroniella lucida (SCHEFF.) SWINGLE)
- Ficus (Ficus spp. L.)
  - Bananen-Feige (Ficus pleurocarpa F.MUELL.)
  - Echte Feige (Ficus carica L.)
  - Großblättrige Feige, Australische Feige (Ficus macrophylla DESF. EX PERS.)
  - Kapiak (Ficus dammaropsis DIELS)
  - Kumu Musong (Ficus copiosa STEUD.)
  - Roxburgh-Feige (Ficus auriculata LOUR.)
  - Sandpapier-Feige (Ficus coronata SPIN)
  - Wilde Vanuatu-Feige (Ficus granatum G.FORST.)
  - (Ficus wassa ROXB.)
  - „Earth-Figs“ (Ficus uncinata, F. megaleia, F. malayana, F. geocharis, F. bukitrayaensis, F. stolonifera, F. subterranea, F .beccarii, F. uncinata, F. malayana, F. temburongensis, Ficus ribes)
- Fingerblättrige Akebie (Akebia quinata (HOUTT.) DECNE.) „Akebi“, engl. „chocolate vine“
- Flacourtia (Flacourtia spp. COMM. EX L'HÉR.)
  - Gouverneurspflaume (Flacourtia indica (BURM.F.) MERR.)
  - Indische Pflaume (Flacourtia jangomas (LOUR.) RAEUSCH.)
  - Louvi (Flacourtia inermis ROXB.)
  - Rukam (Flacourtia rukam ZOLL. & MORITZI)
- (Flagellaria indica L.)
- Freycinetia (Freycinetia spp. GAUDICH.); Kiekie (Freycinetia banksii A.CUNN)
- (Friesodielsia obovata (BENTH.) VERDC.)
- Froschfrucht, Nam Nam (Cynometra cauliflora L.)
- Fuchsien (Fuchsia spp. L.)
  - (Fuchsia boliviana CARRIÈRE)
  - (Fuchsia magellanica LAM.)
  - (Fuchsia regia (VELL.) MUNZ)
  - (Fuchsia triphylla L.)
- (Fusaea longifolia (AUBL.) SAFF.)

### G
- Gac (Momordica cochinchinensis (LOUR.) SPRENG.)
- Garambullos (Myrtillocactus geometrizans (MART. ex PFEIFF.) CONSOLE)
- Garcinia (Garcinia spp. L.)
  - Achacha, Achachairu (Garcinia humilis (VAHL) C.D.ADAMS)
  - Bakupari (Garcinia brasiliensis MART.)
  - Bakuripari, Charichuela (Garcinia macrophylla MART.)
  - Camboge (Garcinia gummi-gutta (L.) ROXB.)
  - Charichuelo (Garcinia intermedia HAMMEL)
  - Gamboge, Falsche Mangostane (Garcinia xanthochymus HOOK.F. EX T.ANDERSON)
  - (Garcinia atroviridis GRIFF. ex T.ANDERSON)
  - (Garcinia binucao (BLANCO) CHOISY)
  - Imbe (Garcinia livingstonei T.ANDERSON)
  - Kandis (Garcinia forbesii KING) engl. „wild mangosteen“
  - Knopfmangostane (Garcinia prainiana KING)
  - Kokum (Garcinia indica (THOUARS) CHOISY)
  - Madruno, Charichuelo, Ocoro (Garcinia madruno (KUNTH) HAMMEL)
  - Mangostanfrucht (Garcinia mangostana L.)
  - Mundu (Garcinia dulcis (ROXB.) KURZ)
  - Saure Bakuri (Garcinia elliptica WALL. EX WIGHT)
  - Tai Chua (Garcinia cowa ROXB. EX CHOISY)
- Gardenia (Gardenia erubescens STAPF & HUTCH.)
- (Garuga pinnata ROXB.)
- Gelbe Mangostane (Atractocarpus fitzalanii (F.MUELL.) PUTTOCK)
- Gelbe Pflaume (Ximenia americana L.)
- (Geoffroea spinosa JACQ.)
- Gemshorn (Proboscidea louisianica (MILL.) THELL.)
- Glenniea (Glenniea spp. HOOK.F.)
- Glücksbeere (Dioscoreophyllum volkensii ENGL.), (Dioscoreophyllum cumminsii (STAPF) DIELS)
- Gnetum (Gnetum spp. L.)
  - (Gnetum costatum K.SCHUM.), (Gnetum latifolium BLUME), (Gnetum urens (Aubl.) Blume)
- (Guibourtia coleosperma (BENTH.) J.LÉONARD)
- Granatapfel (Punica granatum L.)
- Grewia (Grewia spp. L.)
  - Emubeere (Grewia retusifolia KURZ.)
  - Falsa, Phalsa (Grewia asiatica L.)
  - Lavendel-Sternblüte (Grewia occidentalis L.)
  - (Grewia conocarpoides BURRET)
  - (Grewia polygama ROXB.)
  - (Grewia tenax (FORSSK.) FIORI)
- Grias (Grias spp. L.)
  - Cocora (Grias peruviana MIERS.)
  - Pitonfrucht (Grias neuberthii J.F.MACBR.)
  - (Grias cauliflora L.)
- Großer Schlingfaden (Cassytha melantha R.BR.)
- Guabiju (Myrcianthes pungens (O.BERG) D.LEGRAND)
- (Guettarda pohliana MÜLL.ARG.)
- (Gustavia superba (KUNTH) O.BERG, Gustavia speciosa (KUNTH) DC.)

### H
- Hala (Pandanus tectorius PARKINSON EX DU ROI, Pandanus odorifer (FORSSK.) KUNTZE, Pandanus edulis (GAUDICH..) DE VRIESE)
- (Halleria lucida L.)
- (Hamelia patens JACQ.)
- (Harungana madagascariensis LAM. EX POIR.)
- (Heinsia crinita (AFZEL.) G.TAYLOR)
- (Herrania spp. GOUDOT)
  - (Herrania albiflora GOUDOT)
  - (Herrania balaensis P.PREUSS)
- (Heteromeles arbutifolia (LINDL.) M.ROEM.)
- (Hexachlamys edulis (O.BERG) KAUSEL & D.LEGRAND)
- Hexenfinger-Trauben
- Himalaya Ambarella, Lapsi (Choerospondias axillaris (ROXB.) B.L.BURETT & A.W.HILL)
- (Hirtella martiana HOOK.F., Hirtella hebeclada MORIC. EX DC.)
- (Holocalyx balansae MICHELI)
- (Horsfieldia sylvestris (HOUTT.) WARB., Horsfieldia sucosa (KING) WARB.)
- (Hoslundia opposita VAHL)
- (Hydnora abyssinica A.BR., Hydnora esculenta JUMELLE & H.PERRIER, Hydnora africana THUNB.)
- (Hylocereus lemairei (HOOK.) BRITTON & ROSE)
- (Hyphaene thebaica (L.) MART., Hyphaene coriacea GAERTN.)

### I
- Ibicella lutea ((LINDL.) VAN ESELT.)
- Indischer Holzapfel (Limonia acidissima L.)
- Inga (Inga spp. MILL.)
  - Guabilla (Inga marginata WILLD.)
  - Guamá (Inga spectabilis (VAHL) WILLD.) engl. „machete ice cream bean“
  - Eiscremebohne (Inga edulis MART.)
  - Pacay (Inga feuilleei DC.)
  - (Inga cinnamomea BENTH.)
- (Irvingia malayana OLIV. EX A.W.BENN.)
- (Ixora coccinea L., Ixora philippinensis MERR.)

### J
- Jacartia (Jacaratia spinosa (AUBL.) A.DC.)
- Jaltomata (Jaltomata spp. SCHLTDL.)
  - Musho (Jaltomata cajacayensis S.LEIVA & MIONE)
  - Jaltomato, Tlaxcala (Jaltomata procumbens (CAV.) J.L.GENTRY),
 (Jaltomata bicolor (RUIZ & PAV.) MIONE), (Jaltomata bernardelloana S. LEIVA & MIONE)
- Japanische Wollmispel Nespoli, Loquat (Eriobotrya japonica (THUNB.) LINDL.)
- Japanischer Rosinenbaum (Hovenia dulcis THUNB.)
- (Jarilla heterophylla (CERV. EX LA LLAVE) RUSBY, Jarilla chocola STANDL.)
- (Jateorhiza macrantha (HOOK.F.) EXELL & MENDONÇA)
- Jenipapo, Huito (Genipa americana L.)
- Johannisbrot Carob (Ceratonia siliqua L.)
- Junglesop (Anonidium manii (OLIV.) ENGL. & DIELS)
- (Juniperus californica CARRIÈRE, Juniperus coahuilensis (MARTÍNEZ) GAUSSEN EX R.P.ADAMS, Juniperus seravschanica KOM., Juniperus scopulorum SARG., Juniperus semiglobosa REGEL u. a.)

### K
- Kaffirpflaume (Harpephyllum caffrum BERNH.)
- Kanonenkugelbaum (Couroupita guianensis AUBL.)
- Katamfe (Thaumatococcus daniellii (BENN.) BENTH.)
- Opuntia (Opuntia spp. MILL.)
  - Kaktusfeige, Nopales (Opuntia ficus-indica (L.) MILL.)
  - (Opuntia fragilis (Nutt.) HAW.)
  - (Opuntia matudae SCHEINVAR)
- Kaffernlimette Markut (Citrus hystrix DC.)
- (Kalaharia uncinata (SCHINZ) MOLDENKE)
- Keluak (Pangium edule REINW.)
- Keppelapfel (Stelechocarpus burahol (BLUME) HOOK.F. & THOMSON)
- Kerzenbaum (Parmentiera cereifera SEEM.)
- Kesusu (Prainea limpato (MIQ.) BEUMEE EX K.HEYNE)
- Keule (Gomortega keule (MOLINA) BAILL.)
- Kiwano oder Horngurke (Cucumis metuliferus E.MEY. EX NAUDIN)
- Kletternder Ylang-Ylang (Artabotrys hexapetalus (L.F.) BHANDARI)
- Kochbanane (Musa × paradisiaca L.)
- Kokospflaume (Chrysobalanus icaco L.)
- Köstliches Fensterblatt (Monstera deliciosa LIEBM.)
- Kugelfäden (Kadsura spp. JUSS.)
  - (Kadsura japonica (L.) DUNAL)
  - (Kadsura coccinea (LEMAIRE) A.C.SMITH)
- Küstenpalme (Allagoptera arenaria KUNTZE)
- Kuansu (Pandanus conoideus LAM.)

### L
- (Labramia bojeri A.DC.)
- Lacmellea (Lacmellea spp. H.KARST.)
  - (Lacmellea edulis H.KARST.)
  - (Lacmellea floribunda (POEPP.) BENTH. & HOOK.F.)
  - (Lacmellea panamensis (WOODSON) MARKGR.)
- (Lacunaria jenmanii (OLIV.) DUCKE)
- Landolphia (Landolphia spp. P.BEAUV.)
  - (Landolphia heudelotii A.DC.)
  - (Landolphia kirkii DYER EX HOOK.F.)
  - (Landolphia owariensis P.BEAUV.)
- (Lannea spp. A.RICH.)
  - (Lannea edulis (SOND.) ENGL.)
  - (Lannea schimperi (HOCHST. ex A.RICH.) ENGL.)
- Lansibaum, Langsat, Dokong, Duku (Lansium domesticum CORRÊA)
- (Lantana trifolia L.)
- Large Sourplum (Ximenia caffra SOND.)
- (Leea indica (BURM.F.) MERR., Leea asiatica (L.) RIDSDALE)
- Lemba (Molineria latifolia (DRYAND. EX W.T.AITON) HERB. EX KURZ)
- Lepisanthes (Lepisanthes spp. BLUME)
  - (Lepisanthes alata (BLUME) LEENH.)
  - (Lepisanthes fruticosa (ROXB.) LEENH.)
  - (Lepisanthes rubiginosa (ROXB.) LEENH.)
  - (Lepisanthes tetraphylla RADLK.)
- (Leptactina benguelensis (WELW. ex BENTH. & HOOK.F.) R.D.GOOD)
- Licania (Licania spp. AUBL.)
  - Bahia Sunsapote (Licania salzmannii (HOOK.F.) FRITSCH)
  - (Licania incana AUBL.)
  - (Licania tomentosa (BENTH.) FRITSCH.)
  - Sunsapote (Licania platypus (HEMSL.) FRITSCH)
- Leptecophylla juniperina ((J.R.FORST. & G.FORST.) C.M.WEILLER)
- (Lissanthe sapida R.BR.)
- Litchi (Litchi spp. SONN.)
  - Alupag (Litchi chinensis subsp. philippinensis (RADLK.) LEENH.)
  - Litschi (Litchi chinensis SONN.)
- (Litsea glutinosa (LOUR.) C.B.ROB.)
- Longan (Dimocarpus longan LOUR.)
- Lotusblumen (Nelumbo ADANS.)
  - Indische Lotosblume (Nelumbo nucifera GAERTN.)
- (Luma apiculata (DC.) BURRET), (Luma chequen (MOLINA) A.GRAY)
- Luo Han Guo (Siraitia grosvenorii (SWINGLE) C.JEFFEREY EX A.M.LU & ZHI Y.ZHANG)
- (Lycianthes pilifera (BENTH.) BITTER, Lycianthes repens (SPRENG.) BITTER)
- Lycium (Lycium spp. L.)
  - Chinesischer Bocksdorn (Lycium chinense MILL.)
  - Gemeiner Bocksdorn, Goji Beeren (Lycium barbarum L.) engl. „wolfberry“
  - Russischer Bocksdorn, Schwarze Goji Beeren (Lycium ruthenicum MURRAY)

### M
- (Macleania rupestris (KUNTH) A.C.SM., Macleania benthamiana WALP.)
- (Maclura tinctoria (L.) D.Don EX STEUD.)
- (Magnolia grandiflora L.)
- Mandapuca (Bellucia grossularioides (L.) TRIANA) engl. „mess apple“, (Bellucia dichotoma COGN.)
- Mangrovenapfel, Berembang (Sonneratia caseolaris (L.) ENGL.)
- Maquibeere (Aristotelia chilensis (MOLINA) STUNTZ)
- Mahonia (Mahonia spp. NUTT.)
  - Mahonie (Mahonia aquifolium (PURSH) NUTT.)
  - Oregon Traube (Mahonia aquifolium (PURSH) NUTT.)
- Mangaba (Hancornia speciosa GOMES)
- Manilkara (Manilkara spp. ADANS.)
  - Ausubo (Manilkara bidentata (A.DC.) A.CHEV.)
  - Breiapfel, Ciku, Sapodilla, Sawo, Lakmut, Sapotille, Kaugummibaum (Manilkara zapota (L.) P.ROYEN)
  - Khirni (Manilkara hexandra (ROXB.) DUBARD)
  - Manilkara mochisia ((BAKER) DUBARD)
  - Masaranduba (Manilkara huberi (DUCKE) STANDL.)
  - Wongi (Manilkara kauki (L.) DUBARD)
- Mammiapfel (Mammea americana L., Mammea africana SABINE)
- Mangifera (Mangifera spp. L.)
  - Binjai (Mangifera caesia JACK)
  - Kemanga (Mangifera kemanga BLUME)
  - Kwini oder Wohlriechende Mango (Mangifera odorata GRIFF.)
  - Lamantan (Mangifera torquenda KOSTERM.)
  - (Mangifera casturi Kosterm.)
  - (Mangifera zeylanica (BLUME) HOOK.F.)
  - Mango (Mangifera indica L.)
  - Stinkende Mango (Mangifera foetida LOUR.)
  - Wilde Mango (Mangifera pajang KOSTERM.)
- Manila Tamarinde (Pithecellobium dulce (ROXB.) BENTH.)
- Chilitos (Mammilara spp. HAW.)
- (Maranthes corymbosa BLUME, Maranthes goetzeniana (ENGL.) PRANCE)
- Marimari (Cassia leiandra BENTH.)
- Marmeladenfrucht (Rosenbergiodendron formosum (JACQ.) FAGERL.)
- Marula (Sclerocarya birrea A.RICH.)
- Mate-Strauch (Ilex paraguariensis A.ST.-HIL.)
- (Maurocenia frangula MILL.)
- Meerrettichbaum (Moringa oleifera LAM.), engl. „drumstick tree“
- (Meiogyne cylindrocarpa (BURCK) HEUSDEN)
- (Melancium campestre NAUDIN)
- Melone (Cucumis melo L.)
- Microcos (Microcos spp. L.)
  - (Microcos antidesmifolia (KING) BURRET)
- Micropholis (Micropholis spp. (GRIESB.) PIERRE)
- Midgen Beere (Austromyrtus dulcis (C.T.WHITE) L.S.SM.)
- Mimusops (Mimusops spp. L.)
  - (Mimusops balata (AUBL.) C.F.GAERTN.)
  - (Mimusops zeyheri SOND.)
  - Spanische Kirsche (Mimusops elengi L.)
- (Monanthotaxis caffra (SOND.) VERDC.)
- Morus (Morus spp. L.)
  - Himalaya-Maulbeere (Morus macroura MIQ.)
  - Kleinlaubige Maulbeere (Morus australis POIR.)
  - (Morus mesozygia STAPF)
- Mouriri (Mouriri spp. AUBL.)
  - (Mouriri apiranga SPRUCE EX TRIANA, Mouriri guianensis AUBL., Mouriri domingensis (TUSSAC) SPACH)
  - Puca (Mouriri pusa GARDNER)
- Mtikiza (Sorindeia madagascariensis DC.)
- Mube (Stauntonia hexaphylla (THUNB.) DECNE.)
- Muntries, Muntabeere (Kunzea pomifera F.MUELL.)
- Mutingia (Muntingia calabura L.), engl. „jamaica cherry“
- (Myoporum laetum G.FORST., Myoporum insulare R.BR.)
- Myrciaria (Myrciaria spp. O.BERG)
  - Blaue Jabotica (Myrciaria vexator MCVAUGH)
  - Cambui (Myrciaria tenella (DC.) O.BERG),
  - Camu-Camu oder Kamu-Kamu (Myrciaria dubia (H.B.K.) MCVAUGH)
  - Gelbe Jacotiba (Myrciaria glazioviana (KIAERSK.) G.M.BARROSO EX SOBRAL)
  - Rumbeere (Myrciaria floribunda (H.WEST EX WILLD.) O.BERG)
  - (Myrciaria glomerata O.BERG)
- (Myrianthus arboreus P.BEAUV.)
- Myrica (Myrica spp. L.)
  - Cabelluda (Myrcia tomentosa (AUBL.) DC.)
  - (Myrcia hebepetala DC.)
  - (Myrcia splendens (SW.) DC.)
- (Myrsine africana L.)
- (Myrteola nummularia (POIR.) O.BERG.)
- (Myrtus communis L.)
- (Mystroxylon aethiopicum (THUNB.) LOES.)

### N
- Nance, Chacungas (Byrsonima crassifolia (L.) KUNTH) (Byrsonima coccolobifolia KUNTH)
- Nara (Acanthosicyos horridus WELW. EX HOOK.F.)
- Nauclea (Nauclea spp. L.)
  - (Nauclea latifolia SM.)
  - Ndea (Nauclea xanthoxylon (A.CHEV.) AUBRÉV.)
- Ingwerbrot Pflaume (Neocarya macrophylla (SABINE) PRANCE EX F.WHITE)
- Nephelium (Nephelium spp. L.)
  - Deket (Nephelium cuspidatum var. eriopetalum (MIQ.) P.W. LEENHOUTS)
  - Großer Rambutan (Nephelium cuspidatum var. robustum RADLK.)
  - Haarloser Rambutan (Nephelium xerospermoides RADLK.)
  - Haken-Rambutan (Nephelium uncinatum RADLK.)
  - Korlan (Nephelium hypoleucum KURZ)
  - Nackter Rambutan (Nephelium mangayi HIERN)
  - Pulasan (Nephelium mutabile BLUME)
  - Rambutan (Nephelium lappaceum L.)
- Néré (Parkia biglobosa (JACQ.) R.BR. EX G.DON)
- Nipapalme, Nipa (Nypa fruticans WURMB)
- Noni, Indische Maulbeere (Morinda citrifolia L.)
- (Noronhia emarginata (LAM.) THOUARS)

### O
- (Odontocarya tripetala DIELS, Odontocarya acuparata MIERS)
- Oenocarpus (Oenocarpus spp. Mart.)
  - (Oenocarpus bacaba MART.), (Oenocarpus bataua MART.), (Oenocarpus distichus MART.)
- (Oldfieldia dactylophylla (WELW. EX OLIV.) J.LÉONARD)
- (Oncoba tettensis (KLOTSCH) HARV., Oncoba spinosa FORSSK.)
- (Ongokea gore (HUA) PIERRE)
- Orangenbeere (Glycosmis pentaphylla (RETZ.) DC., Glycosmis trifoliata (BLUME) SPRENG.), engl. „ginberry“
- Orangenkirsche (Idesia polycarpa MAXIM)
- Oubli (Pentadiplandra brazzeana BAILL.)

### P
- Pachycereus (Pachycereus spp. (A.BERGER) BRITTON & ROSE)
  - Candelabro (Pachycereus weberi (J.M.COULT.) BACKEB.)
  - Cardon (Pachycereus pringlei (S.WATSON) BRITTON & ROSE)
  - Senita (Pachycereus schottii (ENGELM.) D.R.HUNT)
- (Pacouria boliviensis (MARKGR.) A.CHEV.)
- Palmyrapalme (Borassus flabellifer L., Borassus akeassii BAYTON, OUÉDR. & GUINKO, Borassus aethiopum MART.)
- (Pancovia harmsiana GILG, Pancovia laurentii (DE WILD.) GILG EX DE WILD.)
- Papau (Asimina triloba (L.) DUNAL), engl. „paw paw“
- Papaya (Carica papaya L.)
- Papiermaulbeerbaum (Broussonetia papyrifera (L.) L’HÉR. EX VENT.)
- Pappea capensis (ECKL. & ZEYH.)
- (Parahancornia fasciculata (POIR.) BENOIST, Parahancornia surrogata ZARUCCHI)
- Parinari (Parinari spp. AUBL.)
  - Emafrucht, Oiti (Parinari obtusifolia HOOK.F.)
  - Mbola, Mobola (Parinari curatellifolia PLANCH. EX BENTH.)
  - (Parinari campestris AUBL.)
  - (Parinari excelsa SABINE)
- (Parmentiera aculeata (KUNTH) SEEM.)
- (Parthenocissus semicordata (WALL.) PLANCH.)
- Passionsblumen, Granadilla (Passiflora spp L.)
  - Bananenpassionsfrucht (Passiflora mollissima (KUNTH) L.H.BAILEY)
  - Blaue Passionsblume (Passiflora caerulea L.)
  - Curuba (Passiflora tarminiana COPPENS & V.E.BARNEY)
  - Maracuja Passionsfrucht (Passiflora edulis SIMS, Passiflora edulis f. flavicarpa O.DEG.)
  - Maracock (Passiflora incarnata L.)
  - (Passiflora foetida L.)
  - Purpurgranadilla (Passiflora edulis SIMS)
  - Quijos Granadilla (Passiflora popenovii KILLIP)
  - Riesengranadilla (Passiflora quadrangularis L.)
  - Süße Granadilla (Passiflora ligularis JUSS.)
  - Wasserzitrone (Passiflora laurifolia L.)
- Paullinia (Paullinia spp. L.)
  - Guaraná (Paullinia cupana KUNTH)
  - Yoco (Paullinia yoco R.E.SCHULT. & KILLIP)
- (Pentadiplandra brazzeana BAILL.)
- (Pentaspadon motleyi) HOOK.F.)
- Pequi (Caryocar brasiliense A.ST.-HIL., Caryocar coriaceum WITTM., Caryocar villosum (Aubl.) PERS.) u. a.
- Pereskia (Perskia spp. MILL.)
  - (Pereskia aculeata MILL.) engl. „barbados gooseberry“
  - (Pereskia guamacho F.A.C.WEBER)
- Peritassa (Peritassa spp. MIERS)
  - (Peritassa campestris (CAMBESS.) A.C.SM.)
  - (Peritassa laevigata (HOFFMANS. EX LINK) A.C.SM.)
  - (Peritassa mexiae A.C.SM.)
- Perlbeere (Margyricarpus pinnatus (LAM.) KUNTZE)
- Persoonia (Persoonia spp. SM.)
  - Geebung (Persoonia chamaepitys A.CUNN.), (Persoonia levis (CAV.) DOMIN)
  - Snottygobble (Persoonia longifolia R.BR.)
- Peumo (Cryptocarya alba (MOLINA) LOOSER)
- (Phaleria macrocarpa (SCHEFF.) BOERL.)
- Phyllanthus (Phyllanthus spp. L.)
  - Amla (Phyllanthus emblica L.) engl. „indian gooseberry“
  - Grosella, Sapra (Phyllanthus acidus (L.) SKEELS) engl. „tahitian gooseberry“
- Physalis (Physalis spp. L.)
  - Goldmurmel, Ananaskirsche (Physalis pruinosa L., Physalis grisea (WATERF.) M.MARTÍNEZ)
  - Bodenkirsche (Physalis pubescens L.)
  - Kapstachelbeere, Andenbeere, Poha, Motojobobo (Physalis peruviana L.) engl. „cape gooseberry“
  - Sonnenbeere (Physalis minima L.)
  - Tomatillo (Physalis philadelphica LAM.)
- (Phytocrene macrophylla (BLUME) BLUME)
- Pindaiba (Duguetia lanceolata A. ST.-HIL.)
- (Piper peltatum L., Piper umbellatum L., Piper excelsum G.FORST., Piper regnellii (MIQ.) C.DC.)
- Pipturus (Pipturus spp. WEDD.)
  - (Pipturus arborescens (LINK) C.B.ROB.)
- (Pistacia atlantica DESF., Pistacia terebinthus L., Pistacia khinjuk STOCKS, Pistacia eurycarpa YALT.)
- Pitomba (Talisia esculenta (A. ST.-HIL., A.JUSS. & CAMBESS.) RADLK.)
- (Pittosporum spinescens (F.MUELL.) L.W.CAYZER, CRISP & I.TELFORD)
- (Planchonella australis (R.BR.) PIERRE, Planchonella sandwicensis (A.GRAY) PIERRE)
- Plinia (Plinia spp. L.)
  - Baumstammkirsche, Jaboticaba (Plinia cauliflora (MART.) KAUSEL)
  - Cambucá (Plinia edulis (VELL.) SOBRAL)
  - Große Jabotica (Plinia coronata (MATTOS) MATTOS)
  - Mulchi (Plinia inflata MCVAUGH)
  - (Plinia rivularis (CAMBESS.) ROTMAN)
  - Weiße Jabotica, Jaboticaba Branca, Jaboticaba Costada (Plinia phitrantha (KIAERSK.) SOBRAL)
- Fidschi Longan (Pometia pinnata J.R.FORST. & G.FORST.)
- Podocarpus (Podocarpus spp. L’HÉRIT EX PERS.)
  - Illawarapflaume (Podocarpus elatus R.BR. EX ENDL.)
  - (Podocarpus lambertii KLOTZSCH EX ENDL.)
  - (Podocarpus latifolius (THUNB.) R.BR. EX MIRB.)
  - (Podocarpus neriifolius (THUNB.) R.BR. EX MIRB.)
- (Polaskia chichipe (ROL.-GOSS.) BACKEB.)
- (Polyalthia cerasoides (ROXB.) BEDD. Syn.: Huberantha cerasoides (Roxb.) Chaowasku) (Polyalthia suberosa (ROXB.) THWAITES)
- (Porcelia macrocarpa R.E.FR.)
- (Posoqueria latifolia (RUDGE) SCHULT., Posoqueria acutifolia MART.)
- (Poulsenia armata (MIQ.) STANDL.)
- Pouteria (Pouteria spp. AUBL.)
  - Abiu (Pouteria caimito (Ruiz & PAV.) RADLK.) engl. „yellow star apple“
  - Abiurana (Pouteria bullata (S.Moore) BAEHNI)
  - Bapeba (Pouteria pachycalyx T.D.PENN.)
  - Bullybaum (Pouteria multiflora (A.DC.) EYMA)
  - Canistel (Pouteria campechiana (KUNTH) BAEHNI)
  - Cerrado, Macaranduba (Pouteria ramiflora (MART.) A.DC.)
  - Coquino (Pouteria nemorosa BAEHNI)
  - Curiola (Pouteria torta (MART.) RADLK.)
  - Große Sapote (Pouteria sapota (JACQ.) H.E.MOORE & STEAM) engl. „mamey sapote“
  - Grüne Sapote (Pouteria viridis (PITTIER) CRONQUIST)
  - Lucuma (Pouteria lucuma (RUIZ & PAV.) KUNTZE)
  - (Pouteria maclayana (F.MUELL.) BAEHNI)
  - (Pouteria torta (MART.) RADLK.)
  - Sapote de Mico (Pouteria torta subsp. gallifructa (CRONQUIST) T.D.PENN.)
- (Protium icicariba (DC.) MARCHAND, Protium heptaphyllum (AUBL.) MARCHAND, Protium warmingianum MARCHAND)
- (Pseudolmedia spuria (SW.) GRISEB., Pseudolmedia laevis (RUIZ & PAV.) J.F.MACBR.)
- (Pseudanamomis umbellulifera (KUNTH) KAUSEL)
- Psidium (Psidium spp. L.)
  - Araca (Psidium acutangulum MART. EX DC.)
  - Cas-Guave (Psidium friedrichsthalianum (O.BERG) NIED.)
  - Guave (Psidium guajava L.)
  - Erdbeer-Guave (Psidium littorale RADDI), (Syn.: Psidium cattleianum AFZEL. ex SABINE)
  - Guabira (Psidium acutangulum MART. EX DC.)
  - Lila Guave (Psidium rufum MART. EX DC.)
  - Grüne Guave (Psidium sartorianum (O.BERG) NIED.)
  - Savannen-Guave (Psidium firmum O.BERG)
- (Psittacanthus calyculatus (DC.) G.DON)

### Q
- Quandong (Santalum acuminatum A.DC.), (Santalum spicatum (R.BR.) A.DC.), (Santalum lanceolatum R.BR.), (Santalum album L.)
- Quenepa, Mamoncillo (Melicoccus bijugatus JACQ.) engl. „spanish lime“, „guinep“

### R
- (Raimondia conica (RUIZ & PAV. ex G.DON) WESTRA)
- Randia (Randia spp. L.)
  - (Randia ferox (CHAM. & SChLTDL.) DC., Randia echinocarpa MOC. & SESSÉ EX DC., Tamilnadia uliginosa (RETZ.) TIRVENG. & SASTRE, Syn.: Randia uliginosa (RETZ.) POIR.)
- Raphia (Raphia spp. P.BEAUV.)
  - (Raphia hookeri G.MANN & H.WENDL.)
  - (Raphia farinifera (GAERTN.) HYL.)
  - (Raphia sese DE WILD.)
- (Rauvolfia grandiflora MART. EX A.DC.)
- (Renealmia alpinia (ROTTB.) MAAS)
- (Reynosia septentrionalis URB.)
- (Rhamnidium elaeocarpum REISSEK)
- (Rhamnus crocea NUTT., Rhamnus prinoides L'HÉR.)
- (Rhipsalis puniceodiscus G.LINDB.)
- (Rhoicissus tomentosa (LAM.) WILD & R.B.DRUMM.)
- Röhren-Kassie (früher Manna genannt) (Cassia fistula L.)
- Rosella (Hibiscus sabdariffa L.)
- Rose Myrtle (Archirhodomyrtus beckleri (F.MUELL.) A.J.SCOTT)
- (Rosenbergiodendron longiflorum (RUIZ & PAV.) FAGERL., Syn.: Randia ruiziana DC.)
- (Rothmannia engleriana (K.SCHUM.) KEAY)
- (Rubus rigidus SM.) (Rubus fraxinifolius POIR.)

### S
- (Saba comorensis (BOJER) PICHON, Saba senegalensis (A.DC.) PICHON)
- Sabanuss, Pachira (Pachira glabra PASQ.)
- Sacoglottis (Sacoglottis spp. Mart.)
  - (Sacoglottis guianensis BENTH.)
  - (Sacoglottis gabonensis (BAILL.) URB.)
- Safou (Dacryodes edulis (G.DON) H.J.LAM) engl. african or bush pear or plum
- Saguaro (Carnegiea gigantea (ENGLM.) BRITTON & ROSE)
- Sägepalme (Serenoa repens (W.BARTRAM) SMALL)
- Salacia (Salacia spp. L.)
  - Guapomo, Siputa (Salacia elliptica (MART. EX SCHULT.) G.DON) und viele weitere Arten
  - (Salacia crassifolia (MART.) G.DON)
- Salak, Schlangenfrucht (Salacca zalacca (GAERTN.) VOSS), (Salacca affinis GRIFF.)
- (Salpichroa origanifolia (LAM.) THELL.)
- Sanky (Corryocactus brevistylus (K.SCHUM. EX VAUPEL) BRITTON & ROSE)
- (Santiria trimera (OLIV.) AUBRÉV.)
- Santol (Sandoricum koetjape MERR.) engl. „cotton fruit“ or „sour apple“
- Sapucainha, Leprafrucht (Carpotroche brasiliensis (RADDI) A.GRAY)
- (Sarcophrynium prionogonium (K.SCHUM.) K.SCHUM.)
- Saurauia (Saurauia spp. WILLD.)
- Scheinerdbeere (Potentilla indica (ANDREWS) TH.WOLF)
- Schildförmiges Fußblatt (Podophyllum peltatum L.)
- (Schleichera oleosa (LOUR.) OKEN.)
- Schmalblättrige Tamarinde (Diploglottis campbellii CHEEL)
- Schwarze Apfelbeere (Aronia melanocarpa (MICHX.) ELLIOTT)
- Scolopia (Scolopia spp. SCHREB.)
  - (Scolopia chinensis (LOUR.) CLOS)
- (Searsia natalensis (BERNH. EX C.KRAUSS) F.A.BARKLEY)
- Seidenraupenbaum, Che (Maclura tricuspidata (CARRIÈRE) BUREAU)
- Semecarpus (Semecarpus spp. L.F.)
  - (Semecarpus longifolius BLUME), (Semecarpus cassuvium ROXB.), (Semecarpus anacardium L.F.)
- (Shepherdia argentea (PURSH) NUTT.)
- (Siphoneugena crassifolia (DC.) PROENÇA & SOBRAL, Siphoneugena densiflora O.BERG)
- (Sloanea jamaicensis HOOK., Sloanea laurifolia (BENTH.) BENTH.)
- Solanum (Solanum spp. L.)
  - Buschtomate (Solanum spp.); Kutjera (Solanum centrale J.M.BLACK), (Solanum aviculare G.FORST.), (Solanum chippendalei SYMON), Grüner Känguruapfel (Solanum vescum F. MUELL.), Kartoffelstrauch (Solanum ellipticum R.BR.)
  - Cocona (Solanum sessiliflorum DUNAL)
  - Coconilla (Solanum stramoniifolium JACQ.)
  - Garten Heidelbeere (Solanum scabrum MILL.)
  - Litschi-Tomate (Solanum sisymbriifolium LAM.)
  - Lulo, Naranjilla (Solanum quitoense LAM.)
  - Pepino (Solanum muricatum AITON)
  - Pseudolulo (Solanum pseudolulo HEISER)
  - (Solanum alternatopinnatum STEUD.)
  - (Solanum pseudoquina A.ST.-HIL.)
  - Tamarillo, Baumtomate (Solanum betaceum CAV.)
  - Tzimbalo (Solanum caripense DUNAL)
  - Wolfsapfel (Solanum lycocarpum A. ST.-HIL.)
  - Schwarzenbeere (Solanum burbankii BITTER, Solanum retroflexum DUNAL) engl. „wonderberry“
- (Sorocea bonplandii (BAILL.) W.C.BURGER, LANJ. & DE BOER)
- Sorva (Couma utilis (MART.) MÜLL.ARG.)
- Spanische Limette (Melicoccus bijugatus JACQ.)
- Spondias (Spondias spp. L.)
  - Goldpflaume (Spondias dulcis PARKINSON)
  - Rote Mombinpflaume, Jocote (Spondias purpurea L.)
  - Gelbe Mombinpflaume (Spondias mombin L.)
  - Umbu, Imbu, Brasilianische Pflaume (Spondias tuberosa ARRUDA EX H.KOST)
- Stenocereus (Stenocereus spp. (A.BERGER) RICCOB.)
  - Orgelpfeifenkaktus (Stenocereus thurberi (ENGELM.) BUXB.)
  - Pitahaya Agria (Stenocereus gummosus (ENGELM. ex BRANDEGEE) A.C.GIBSON & K.E.HORAK)
  - Tunillo (Stenocereus treleasei (ROSE) BACKEB.)
  - Xoconostle (Stenocereus stellatus (PFEIFF.) RICCOB.)
- (Streblus asper LOUR.)
- Strychnos (Strychnos spp. L.)
  - Affen-, Kaffirorange (Strychnos spinosa LAM., Strychnos pungens SOLER., Strychnos cocculoides BAKER)
- (Stylogyne depauperata MEZ, Stylogyne longifolia (MART. EX MIQ.) MEZ)
- Südamerikanische Sapote, Matisia, Chupa-Chupa (Quararibea cordata (BONPL.) VISCHER)
- Süße Chinesische Pflaume (Sageretia thea (OSBECK) M.C. JOHNST.)
- (Swartzia langsdorffii RADDI)
- Syagrus (Syagrus spp. MART.); (Syagrus romanzoffiana (CHAM.) GLASSMAN), (Syagrus coronata (MART.) BECC.), (Syagrus cearensis NOBLICK), (Syagrus schizophylla (MART.) GLASSMAN)
- (Symphonia microphylla (HILS. & BOJER EX CAMBESS.) BENTH. & HOOK.F. EX VESQUE, Symphonia globulifera L.f.)
- Syzygium (Syzygium spp. P.BROWNE EX GAERTN.)
  - Bürstenkirsche (Syzygium australe (J.C.WENDL.EX LINK) B.HYLAND)
  - Frauenapfel (Syzygium suborbiculare (BENTH.) T.G.HARTLEY & L.M.PERRY)
  - Großer Lau Lau (Syzygium megacarpum (CRAIB) RATHAKR. & N.C.NAIR)
  - Javaapfel (Syzygium samarangense (BLUME) MERRIL & PERRY)
  - Johnston River Satina (Syzygium erythrocalyx (C.T.WHITE) B.HYLAND)
  - Kleinblättrige Lilly Pilly (Syzygium luehmannii (F.MUELL.) L.A.S.JOHNSON)
  - Wasserapfel, Malayapfel, Jamaica Apple (Syzygium malaccense) engl. „malay rose apple“, otaheite
  - Magentakirsche (Syzygium paniculatum GAERTN.) engl. „brush cherry“
  - Rosenapfel, Jambolan, Jambul, Jamun, Duhat (Syzygium cumini (L.) SKEELS) engl. „java plum“
  - Rosenapfel (Syzygium jambos L.ALSTON)
  - (Syzygium curranii (C.B.ROB.) MERR.)
  - (Syzygium polycephalum (MIQ.) MERR. & L.M.PERRY)
  - (Syzygium tripinnatum (BLANCO) MERR.)
  - Wasserapfel (Syzygium aqueum (BURM.F.) ALSTON)
  - Wasserbeere (Syzygium cordatum HOCHST. EX KRAUSS)
  - Wasserbirne (Syzygium guineense WALL.)
  - Weißer Apfel (Syzygium forte (F.MUELL.) B.HYLAND)

### T
- (Tabernaemontana undulata VAHL)
- Tahiti Kastanie (Inocarpus fagifer (PARKINSON) FOSBERG)
- Tamarinde (Tamarindus indica L.)
- (Tapirira obtusa (BENTH.) J.D.MITCH., Tapirira mexicana Marchand, Tapirira guianensis AUBL.)
- Tava (Pometia pinnata J.R.FORST. & G.FORST.)
- Terminalia (Terminalia spp. L.)
  - Buschpflaume (Terminalia ferdinandiana EXCELL)
  - Indische Mandel (Terminalia catappa L.)
  - (Terminalia chebula RETZ.)
  - (Terminalia hoehneana (N.F.MATTOS) GERE & BOATWR.)
  - (Terminalia kaernbachii WARB.)
  - (Terminalia kleinii (EXELL) GERE & BOATWR.)
- Tetrastigma (Tetrastigma spp. (MIQ.) PLANCH.)
  - (Tetrastigma lanceolarium (ROXB.) PLANCH.)
  - (Tetrastigma serrulatum (ROXB.) PLANCH.)
- Theobroma (Theobroma spp. L.)
  - Cupuaçu, Cupuassu (Theobroma grandiflorum (WILLD. EX SPRENG.) SCHUM.)
  - Mocambo (Theobroma bicolor HUMB. & BONPL.)
  - Kakaobaum (Theobroma cacao L.)
  - Cupui (Theobroma subincanum MART.)
- (Thespesia garckeana F.HOFFM.)
- Titberry (Allophylus cobbe (L.) RAEUSCH., Allophylus edulis (A.ST.-HIL., A.JUSS. & CAMBESS.) HIERON. EX NIEDRL.)
- (Tocoyena bullata (VELL.) MART.)
- (Toddalia asiatica (L.) LAM.)
- (Tontelea micrantha (MART. EX SCHULT.) A.C.SM.)
- (Trilepisium madagascariense DC.)
- (Turraea nilotica KOTSCHY & PEYR., Turraea floribunda HOCHST.)

### U
- Uapaca (Uapaca spp. BAILL.)
  - Miombo (Uapaca kirkiana MÜLL.ARG.)
  - (Uapaca bojeri BAILL.)
  - (Uapaca guineensis MÜLL.ARG.)
  - (Uapaca mole PAX)
- Uarutuma, Saputa (Cheiloclinium cognatum (MIERS) A.C.SM.)
- Ugni (Ugni spp. TURCZ.)
  - Chilenische Guave (Ugni molinae TURCZ.) engl. „tazziberry“
  - Schwarze Chilenische Guave (Ugni myricoides (KUNTH) O.BERG)
- Umari (Poraqueiba sericea TUL.)
- Uvaria (Uvaria spp. L.)
  - (Uvaria littoralis BLUME)
  - (Uvaria grandiflora (LESCH. ex DC.) ROXB.)
  - (Uvaria macrophylla ROXB.)
  - (Uvaria rufa BLUME)
  - (Uvaria scheffleri DIELS)
- Uvilla (Pourouma cecropiifolia MART., Pourouma guianensis AUBL.) engl. „amazon tree grape“

### V
- Vaccinium (Vaccinium spp. L.)
  - Anden-Blaubeere (Vaccinium floribundum KUNTH)
  - Amerikanische Heidelbeere (Vaccinium corymbosum L.)
  - Kalifornische Heidelbeere (Vaccinium ovatum PURSH)
  - Chinesische Heidelbeere (Vaccinium gaultheriifolium (GRIFF.) HOOK. F. EX C.B. CLARKE)
  - Costa Rica Heidelbeere (Vaccinium consanguineum KLOTZSCH)
  - Madeira Heidelbeere (Vaccinium padifolium SM.)
  - Ohelo (Vaccinium reticulatum SM.)
  - Vaccinium myrtoides ((BLUME) MIQ.)
  - Wilde Blaubeere (Vaccinium angustifolium AITON)
- Vangueria (Vangueria spp. JUSS.)
  - Medlar (Vangueria infausta BURCH.)
  - (Vangueria madagascariensis J.F.GMEL.)
- (Vangueriopsis lanciflora (HIERN) ROBYNS)
- Vasconcellea (Vasconcellea spp. A.ST.-HIL.)
  - Babaco (Vasconcellea × heilbornii (V.M.BADILLO) V.M.BADILLO)
  - Berg-Papaya (Vasconcellea pubescens A.DC.)
  - Peladera (Vasconcellea monoica DESF.)
  - Papayuelo (Vasconcellea goudotiana (TRIANA & PLANCH.) SOLMS)
  - Wilde Papaya (Vasconcellea candicans A.GREY)
  - Toronche (Vasconcellea stipulata V.M.BADILLO)
- (Vassobia breviflora (SENDTN.) HUNZ.)
- Viburnum (Viburnum spp. L.)
  - Amerikanischer Schneeball (Viburnum trilobum MARSHALL) engl. „highbush cranberry“
  - Schafsbeere (Viburnum lentago L.) engl. „nannyberry“
  - (Viburnum edule (MICHX.) RAF.)
  - (Viburnum lantanoides MICHX.)
- Vitex (Vitex spp. L.)
  - Taruma (Vitex megapotamica (SPRENG.) MOLDENKE)
  - (Vitex doniana SWEET)
  - (Vitex payos (LOUR.) MERR.)
  - (Vitex cymosa BERTERO EX SPRENG., Vitex zanzibarensis VATKE)
- Vitis (Vitis spp. L.)
  - Kalifornische Traube (Vitis californica BENTH.)
  - (Vitis amurensis RUPR.)
  - viele andere

### W
- (Washingtonia filifera (RAFARIN) H.WENDL. EX DE BARY)
- (Weinmannia racemosa L.F.)
- Weiße Sapote (Casimiroa edulis LA LLAVE, Casimiroa tetrameria MILLISP.)
- Westlicher Erdbeerbaum (Arbutus unedo L.)
- Wilde Melone (Cucumis melo L.)
- Willughbeia (Willughbeia spp. ROXB.)
  - Kubal (Willughbeia sarawacensis (PIERRE) K.SCHUM.)
  - Pitabu, Orange Sherbet (Willughbeia angustifolia (MIQ.) MARKGR.)
  - Grosser Sherbet, Giant Sherbet (Willughbeia elmerii MERR.)
  - Borneo Gummi (Willughbeia coriacea WALL.)
  - (Willughbeia edulis ROXB.)
- Wombatbeere (Eustrephus latifolius R.BR. ex KER-GAWL.)
- Wunderbeere (Synsepalum dulcificum (SCHUMACH. & THONN.) DANIELL)
- Wüstendattel (Balanites aegyptiaca (L.) DELILE)

### X
- (Xanthophyllum affine KORTH. EX MIQ., Xanthophyllum amoenum CHODAT)
- Xerospermum (Xerospermum spp.  BLUME)
- Xylomelum (Xylomelum spp. SM.)
- (Xylosma venosa N.E.BR.)

### Y
- Yantok (Calamus manillensis (MART.) H.WENDL.)
- Bananen-Yucca (Yucca baccata TORR.)
- (Yucca aloifolia L.)
- (Yucca gloriosa L.)

### Z
- Zabala, Coguil (Lardizabala funaria RUIZ & PAV.)
- (Zanha africana (Radlk.) Exell, Zanha golungensis HIERN)
- Zickzack Wein (Melodorum leichhardtii (F.MUELL.) BENTH.)
- Zitronenaspe (Acronychia acidula F.MUELL.)
- Zitronatzitrone (Citrus medica L.) und (Citrus medica var. sarcodactylis (SIEBOLD EX HOOLA VAN NOOTEN) SWINGLE), engl. „buddahs hand“
- Zitronenbeere (Triphasia trifolia (BURM. F.) P.WILSON) engl. „limeberry“
- Ziziphus (Ziziphus spp. MILL.)
  - Indische Jujube (Ziziphus mauritiana LAM.)
  - Jujube (Ziziphus jujuba MILL.)
  - Jua (Ziziphus joazeiro MART.)
  - Mistol (Ziziphus mistol GRIESB.)
  - Syrischer Christusdorn (Ziziphus spina-christi L.)
  - (Ziziphus mucronata WILLD.)

## Wie Obst verwendetesGemüse
- Fruchtgemüse:
  - Gurken:
  - Melonen: Casabamelone, Cantaloupe-Melone, Honigmelone, Netzmelone, Wassermelone, Zuckermelone, Galiamelone
  - Kürbisse: Bittermelone (Momordica charantina L.), (Momordica balsamina L.), Mexikanische Minigurke (Melothria scabra NAUDIN), Explodiergurke (Cyclanthera brachystachya (SER.) COGN.)
  - Tomaten gelten im asiatischen Raum als Obst und werden in vielen Regionen mit Zucker gegessen
- Blattgemüse: Rhabarber